# Список епізодів телесеріалу «Зоряна брама: SG-1»
На цій сторінці наведено список сезонів та епізодів телесеріалу «Зоряна брама: SG-1». Серіал виходив на екрани з 27 липня 1997 по 13 березня 2007 року, налічує 214 епізодів, які складають 10 сезонів. Окремо вийшли два повнометражних фільми: «Зоряна брама: Ковчег правди» і «Зоряна брама: Часовий континуум».

## Список сезонів
| Сезон | Сезон    | Кількість епізодів | Дата прем'єри | Вихід на DVD (R1) |
| ----- | -------- | ------------------ | ------------- | ----------------- |
|       | 1 сезон  | 22                 | 1997—1998     | 22 травня 2001    |
|       | 2 сезон  | 22                 | 1998—1999     | 3 вересня 2002    |
|       | 3 сезон  | 22                 | 1999—2000     | 17 липня 2003     |
|       | 4 сезон  | 22                 | 2000—2001     | 2 вересня 2003    |
|       | 5 сезон  | 22                 | 2001—2002     | 20 січня 2004     |
|       | 6 сезон  | 22                 | 2002—2003     | 2 березня 2004    |
|       | 7 сезон  | 22                 | 2003—2004     | 19 жовтня 2004    |
|       | 8 сезон  | 20                 | 2004—2005     | 4 жовтня 2005     |
|       | 9 сезон  | 20                 | 2005—2006     | 3 січня 2006      |
|       | 10 сезон | 20                 | 2006—2007     | 24 липня 2007     |

## Фільми
| Назва | Назва             | Вихід на DVD (R1) |
| ----- | ----------------- | ----------------- |
|       | Ковчег правди     | 11 березня 2008   |
|       | Часовий континуум | 29 липня 2008     |

## Сезон 1 (1997—1998)
| Номер     | Назва і короткий зміст | Дата прем'єри   |
| --------- | --- | --------------- |
| 1.01 (1)  | «Діти Богів (перша частина)» (англ. Children of the Gods (Part 1)) За рік до початку подій серіалу, як показано у фільмі «Зоряна Брама», полковник Джек О'Нілл очолював експедицію через Зоряну Браму на планету Абідос. Після вбивства Ра ядерною бомбою, О'Нілл повернувся на Землю з двома вцілілими зі своєї команди, Чарльзом Ковальскі та Луї Фарреті. Через рік Зоряна Брама активується сама по собі, і на базу проходять Системний владика Апофіс зі своїми солдатами. Генерал Хамонд у відповідь готується послати ядерну бомбу на Абідос. О'Нілл протестує і скоро пояснює, що під час минулої експедиції насправді не підривав Браму на Абідосі, як написано в рапорті, а його нібито загиблі люди досі живуть там. На Абідос споряджається нова експедиція. Там вони знаходять Деніела Джексона і дізнаються про цілу мережу Зоряних Брам в галактиці. | 27 липня 1997   |
| 1.02 (2)  | «Діти Богів (друга частина)» (англ. Children of the Gods (Part 2)) Переслідуючи на планеті Чулак противника, що викрав близьких їм людей, Джек і його команда потрапили в полон до ґоа'улда Апофіса. Тепер у них тільки один шанс на порятунок — дружньо налаштований іншопланетянин Тіл'к. | 27 липня 1997   |
| 1.03 (3)  | «Внутрішній ворог» (англ. The Enemy Within) Після повернення з Чулаку майор Кавальский почав скаржитися на постійні головні болі. Медичний огляд виявив личинку ґоа'улда, яка врятувалася з тіла убитого на Чулаці джаффа і прикріпилася до шийного відділу хребта майора. За допомогою Тіл'ка, лікарі змогли підібрати оптимальну анестезію, але єдиний вихід — це хірургічна операція, яка через свою складність майже нереальна. | 1 серпня 1997   |
| 1.04 (4)  | «Емансипація» (англ. Emancipation) Вирушивши на чергову планету, капітан Саманта Картер опинилася в скрутному становищі. Закони цього світу, населеного людьми, схожими на стародавніх монголів, забороняють жінкам будь-яке самовираження. Син вождя Абу викрав Саманту, щоб обміняти її на свою кохану. | 8 серпня 1997   |
| 1.05 (5)  | «Ділення Брока» (англ. The Broca Divide) Команда SG-1 потрапляє на планету, поділену на дві частини — вічної ночі й вічного дня. На світлій стороні живуть люди, чия цивілізація дуже схожа на мінойську цивілізацію рівня бронзової доби, а на темній — первісні істоти, подібні на неандертальців. Після повернення на Землю виявляється, що причиною відсталості останніх є інфекція, яка заразила і команду SG-1, а пізніше і решту персоналу комплексу Зоряної Брами. | 15 серпня 1997  |
| 1.06 (6)  | «Перша заповідь» (англ. The First Commandment) Команда SG-9 відкрила Браму на Землю, однак назад через неї ніхто не пройшов. Команда SG-1 послана для з'ясування причин. Прибувши на планету, вони виявляють, що лідер SG-9 Хансон проголосив себе богом. Він змушує місцевих жителів планети будувати собі палац, а всіх, хто проти, виставляє на відкрите сонце, промені якого вбивають через сім днів. | 22 серпня 1997  |
| 1.07 (7)  | «Холодний Лазар» (англ. Cold Lazarus) На одній з планет команда SG-1 виявляє поле розбитих кристалів. Полковник О'Нілл, знайшовши один цілий і доторкнувшись до нього, був відкинутий незрозумілою силою і втратив свідомість. Виниклий з кристала його абсолютний двійник повертається на Землю в складі команди, яка нічого не підозрює. | 29 серпня 1997  |
| 1.08 (8)  | «Нокс» (англ. The Nox) Для пошуку нових військових технологій Тіл'к пропонує вирушити на планету, де мешкають істоти, що мають здатність ставати невидимими. Прибувши на планету, команда SG-1 зустрічає свого заклятого ворога Апофіса, який теж полює на них. Але Зоряна Брама раптово зникла і обидві сторони повинні з'ясувати, що тут відбувається аби повернутися додому. | 9 вересня 1997  |
| 1.09 (9)  | «Продовжся мить» (англ. Brief Candle) Команда SG-1 потрапляє на планету Аргос, змодельовану невідомою цивілізацією за образом класичної Греції. Мешканці Аргосу завжди щасливі і веселі. Однак з'ясовується, що термін їх життя надзвичайно короткий — лише сто днів, через присутність в крові посторонніх мікроскопічних об'єктів. О'Нілл заражається цією, як вважають, хворобою, і починає дуже швидко старіти. За оцінками лікарів, йому залишилося жити не більше двох тижнів. | 19 вересня 1997 |
| 1.10 (10) | «Молот Тора» (англ. Thor's Hammer) У спробі знайти нових союзників для боротьби з ґоа'улдами, Деніел пропонує знайти світ, де нібито правив скандинавський бог війни Тор, який захищав людей від злих демонів. Виявилося, що цей світ під назвою Кіммерія, давно відомий Тіл'ку, і вважається забороненим для ґоа'улдів і джаффа. Команда SG-1 вирушає туди, щоб знайти допомогу, а опиняється в лабіринті поряд з хижим чудовиськом. | 26 вересня 1997 |
| 1.11 (11) | «Танталові муки» (англ. The Torment Of Tantalus) Пентагон розсекретив плівки, пов'язані з експериментами над Брамою півстолітньої давності. Переглядаючи відеозаписи експериментів, Деніел Джексон виявив, що вони увінчалися успіхом і Брама була відкрита, після чого через неї був посланий доброволець — доктор Ернест Літлфілд. За роз'ясненнями Деніел звертається до колишньої керівниці проєкту «Зоряна Брама» Кетрін Ленфорд, чий батько колись виявив Браму і займався подальшими дослідженнями. | 3 жовтня 1997   |
| 1.12 (12) | «Поклик крові» (англ. Bloodlines) Тіл'к розповідає О'Ніллові про те, що у нього на Чулаці є син Раяк. Хлопчик досяг віку, коли йому повинні імплантувати ґоа'улда і зробити його джаффа. Тіл'к повинен перешкодити цій церемонії для того, щоб врятувати сина від рабства, на яке прирікає його служіння ґоа'улдам. SG-1 вирушає на Чулак з ним. | 10 жовтня 1997  |
| 1.13 (13) | «Вогонь і вода» (англ. Fire And Water) Команда SG-1 повертається з чергового завдання зі звісткою про загибель Деніела. Гейзери, що знаходяться на планеті, почали спонтанно викидати полум'я, Деніел, який перебував у цей момент дуже близько біля небезпечного джерела, миттю згорів. Але команда SG−1 не може позбутися почуття, що Деніел живий і ще раз вирушає на планету. Деніел же потрапив в полон до істоти, яка вимагає розповісти долю якоїсь Омороки. | 17 жовтня 1997  |
| 1.14 (14) | «Хатор» (англ. Hathor) При дослідженні пірамід в Мексиці археологи виявили саркофаг з єгипетськими ієрогліфами. Відкривши його, вони випустили на свободу сильного ґоа'улда — Хатор, яка перебувала в анабіозі десять тисяч років. Хатор прямує до бази з Брамою, щоб, користуючись своєю владою над чоловіками, створити власну армію. | 24 жовтня 1997  |
| 1.15 (15) | «Незвичайне явище» (англ. Singularity) Команда SG-1 вирушила на планету P8X−987, щоб під час сонячного затемнення спостерігати чорні діри, однак, прибувши туди, вони виявляють, що всі її мешканці та команда SG-9 загинули від незрозумілої хвороби. І тільки десятирічна дівчинка дивом залишилася в живих. Проте, забрати її на Землю виявилося дуже небезпечним. | 31 жовтня 1997  |
| 1.16 (16) | «Кор-Ай» (англ. Cor-Ai) На черговому завданні SG-1 потрапляє на планету, на якій раніше був Тіл'к. Це — місце, облюбоване ґоа'улдами як місце збору майбутніх носіїв симбіонтів. Місцеве плем'я Бірс звикло рятуватися втечею, але цього разу вони вирішили засудити Тіл'ка за його злочини на службі у Апофіса. Тіл'к повинен відповісти на суді Кор-Ай перед юнаком, чийого батька він вбив. Покарання за цей злочин одне — смерть. | 23 січня 1998   |
| 1.17 (17) | «Загадка» (англ. Enigma) На планеті Толлан команда полковника О'Нілла потрапила в саме серце тектонічної катастрофи. Близько від Брами, під шаром попелу, лежать тіла тих, хто не встиг вибратися. SG-1 рятує всіх вцілілих, однак ті не поспішають з вдячністю за порятунок. Окрім того вони володіють технологіями, що набагато перевершують земні, і не згідні перебувати на базі. | 30 січня 1998   |
| 1.18 (18) | «На самоті» (англ. Solitudes) Під час чергового завдання команда SG-1 зазнала нападу. При переході крізь Браму, додому повернулися тільки Деніел і Тіл'к. Саманта і полковник замість бази на Землі опинилися в крижаній печері. Набірний пристрій вмерз в кригу, тому скористатися ним неможливо. До того ж під час проходження крізь Браму О'Нілл зламав собі ногу. Деніел і Тіл'к продовжують шукати їх, не залишаючи надії на те, що їхні друзі все ще живі, в той час як вони значно ближче, ніж всі думають. | 6 лютого 1998   |
| 1.19 (19) | «Олов'яна людина» (англ. Tin Man) На одній з планет, покритій залізними конструкціями, SG-1 отримали удар електрошоку. Отямившись, вони виявляють себе в товаристві добродушного і веселого чоловіка на ім'я Харлей, який стверджує, що йому 11 000 років, і що всі вони тепер стали «кращими». Повернувшись на Землю, SG-1 розуміють, що більше не є людьми. | 13 лютого 1998  |
| 1.20 (20) | «На милість Божу» (англ. There But For The Grace Of God) На планеті P3R — 233, SG-1 виявляє порожню базу, де колись відбувалася боротьба з ґоа'улдами, і чиї захисники були переможені. Деніел знаходить там з-поміж різних реліквій дивне дзеркало. Він доторкається до нього і, повернувшись на Землю, виявляє, що там все зовсім інакше. Його мало хто знає, відрізняються звання знайомих і, що найголовніше, триває атака ґоа'улдів, проти якої люди ведуть безуспішну боротьбу. | 20 лютого 1998  |
| 1.21 (21) | «Політика» (англ. Politics) Сенатор Кінсі вважає, що проєкт «Зоряна Брама» не виправдовує витрачених фінансів і тому він повідомляє про закриття проєкту. На нараді команда полковника О'Нілла намагається його переконати у важливості програми досліджень інших планет, але марно, і проєкт «Зоряна Брама» готують до закриття, навіть попри попередження Деніела про майбутній напад Апофіса. | 27 лютого 1998  |
| 1.22 (22) | «Зміїне лігво» (англ. Within The Serpent's Grasp) Після офіційного згортання проєкту, Зоряна Брама повинна бути закрита, однак SG-1, що не підкорилися наказу, здійснюють відчайдушну спробу використати добуті Деніелом координати і врятувати рідну планету від масованої атаки ґоа'улдів на чолі з Апофісом, який вже спрямував до Землі свій корабель. | 6 березня 1998  |

## Сезон 2 (1998—1999)
| Номер     | Назва і короткий зміст | Дата прем'єри   |
| --------- | --- | --------------- |
| 2.01 (23) | «Зміїне лігво» (2-й епізод) (англ. The Serpent's Lair) На орбіту Землі вийшли два кораблі ґоа'улдів. Побоюючись повторення того. що бачив Деніел в паралельному світі, командування SGC евакуює через Зоряну Браму найважливіших представників земного суспільства. Тим часом, команда SG-1 намагається знищити флот противника, проникнувши за допомогою Брами на корабель, що знаходиться під управлінням сина Апофіса — Корела, що зайняв тіло Скаари.                                                | 26 червня 1998  |
| 2.02 (24) | «На бойовому посту» (англ. In the Line of Duty) Ґоа'улдами було скоєно напад на маленьке село, розташоване на планеті Насіа, в той час, коли там перебувала команда SG-1. При порятунку важко пораненого, в тіло Саманти Картер проник ґоа'улд. Полковник О'Нілл намагається домовитися з ним, щоб врятувати життя жінки. | 3 липня 1998    |
| 2.03 (25) | «Полонені» (англ. Prisoners) При дослідженні малозначної на перший погляд планети, команда полковника О'нілла зустрічає людину, що просить про допомогу. Але варто було їм було тільки доторкнутися до неї, як істоти-охоронці цієї планети визнали їх винними у злочині цієї людини — вбивстві, і засудили до довічного ув'язнення на планеті, де править тільки груба сила інших в'язнів. | 10 липня 1998   |
| 2.04 (26) | «Хранитель гри» (англ. The Gamekeeper) SG-1 трапилося досліджувати дивно красивий світ, де серед квітів знаходиться купол, що містить дивні пристрої, в яких спали, перебуваючи в анабіозі, люди. При спробі дослідити їх, команда виявилася спіймана цими пристроями і занурилася в сон. Прокинувшись, вони змушені знову і знову проживати всі найстрашніші моменти свого життя на радість Хранителю віртуального світу.                                                                               | 17 липня 1998   |
| 2.05 (27) | «Потреба» (англ. Need) Під час дослідження планети, яка має багаті поклади металу наквадаху, Деніел помітив дівчину, яка збиралася кинутися зі стрімчака. В останній момент він, рятуючи її, виявив, що це — принцеса Шайра, дочка правителя планети. Однак, за порятунок дівчина відплатила аж ніяк не вдячністю, дозволивши воїнам джаффа відправити SG-1 на рабську роботу в рудники. | 24 липня 1998   |
| 2.06 (28) | «Колісниця Тора» (англ. Thor's Chariot) Команда SG-1 повертається на планету Кіммерія, дізнавшись про те, що вона була атакована ґоа'улдами. «Молот Тора» був єдиним захистом від вторгнення ґоа'улдів і був знищений під час минулого відвідування планети командою. | 31 липня 1998   |
| 2.07 (29) | «Послання у пляшці» (англ. Message in a Bottle) При дослідженні мертвої планети, SG-1 виявляє сферу, що випускає електромагнітні імпульси. Деніел припускає, що це капсула часу, оскільки сфера може потенційно нести в собі корисну інформацію і бути джерелом енергії, її доставляють на Землю для подальшого вивчення. Але незабаром дослідники виявляють свою помилку. Сфера розігрівається та випускає шипи, один з яких простромив О'Ніла. Тепер повернути сферу чи інакше позбутися її неможливо. | 7 серпня 1998   |
| 2.08 (30) | «Сім'я» (англ. Family) Бра'так, наставник Тіл'ка, прибув на базу з шокуючими новинами: Апофісу вдалося вижити після вибуху корабля. Ґоа'улд прибув на планету Чулак і викрав сина Тіл'ка. SG-1 кидаються за ним навздогін, щоб уберегти хлопчика від впливу Апофіса. В ході пошуків Тіл'к отримує звістку про свою дружину. | 14 серпня 1998  |
| 2.09 (31) | «Таємниці» (англ. Secrets) Полковник О'Нілл і капітан Саманта Картер запрошені до Вашингтона для вручення нагород. Тим часом, попри те, що Деніел не виконав обіцянки, даної батькові Сари, він вирішує повернутися на Абідос. Однак на свій подив він дізнається, що його дружина вже близько півроку живе там, чекаючи появи на світ дитини від Апофіса. | 21 серпня 1998  |
| 2.10 (32) | «Отрута» (англ. Bane) На досить сучасній за архітектурою, проте безлюдній планеті Тіл'ка ужалила величезна комаха. Отрута комахи почала трансформувати його ДНК в свою власну і навіть симбіонт Тіл'ка не в змозі з цим впоратися. Під час транспортування потерпілого в спеціальну лабораторію для дослідження цієї хвороби, стався нещасний випадок, який дав змогу Тіл'ку втекти. Той викинув симбіонта і зник, команда SG-1 повинна знайти свого друга, поки не стало надто пізно.                   | 25 вересня 1998 |
| 2.11 (33) | «Ток'ра» (1-й епізод) (англ. The Tok'ra (Part 1)) Саманту Картер починають мучити видіння. Вона бачить сни Джолінар — ток'ра, яка перебувала в її тілі. Вона була з повстанців, які чинила опір владі Системних владик. SG-1 вирушає на завдання, в той час як батько Картер помирає від раку. | 2 жовтня 1998   |
| 2.12 (34) | «Ток'ра» (2-й епізод) (англ. The Tok'ra (Part 2)) Ток'ра відхилили пропозицію SG-1 вступити з землянами в союз проти ґоа'улдів, пояснивши, що, по-перше, землянам нічого запропонувати натомість. І, по-друге, для союзу потрібна довіра, а довіру і взаємодопомогу може бути і мови, коли ніхто з людей не погодився стати носієм ток'ра Селмака. | 9 жовтня 1998   |
| 2.13 (35) | «Духи» (англ. Spirits) Команда SG-11 була зайнята на планеті PXY-887 добуванням надлегкого і міцного металу трініуму. З незрозумілих причин ця команда не вийшла на зв'язок у встановлений час, а під час прийому сигналу в SGC з брами вилетіла стріла, яка, пробила бронескло і потрапила в передпліччя полковника. Командування в цій місії переходить до капітана Картер. SG-1 вирушає на завдання для того, щоб з'ясувати долю зниклої команди.                                                     | 23 жовтня 1998  |
| 2.14 (36) | «Небесна куля» (англ. Touchstone) Група людей, замаскувавшись під загін SG-1, вкрала на планеті Мадрона «Небесну кулю», яка управляє кліматом планети. Без «небесної кулі» погода стала гіршати і над жителями планети нависла смертельна загроза. Місцевий первосвященник Рохам звинувачує у крадіжці справжній загін SG-1. | 30 жовтня 1998  |
| 2.15 (37) | «П'ята раса» (англ. The Fifth Race) Деніел пропонує зайнятися більш детальним дослідженням планети, де на підлозі були виявлені невідомі йому письмена. У спочатку глухий кімнаті раптом з'явилося дивний пристрій. Коли полковник заглянув у нього, то був ним схоплений. Після повернення він почав вставляти у свою мову слова з чужорідної мови, бувши не в змозі пояснити їх сенс. | 22 січня 1999   |
| 2.16 (38) | «Питання часу» (англ. A Matter of Time) Планета P3X-451 потрапляє під вплив чорної діри, в той час як там знаходилася команда SG-10. При спробі врятувати їх, була відкрита Зоряна Брама. Однак тим самим дія гравітаційного поля діри поширилася. При спробі відключення енергії Брами, Тіл'к отримав сильні опіки. | 29 січня 1999   |
| 2.17 (39) | «Відпустка» (англ. Holiday) SG-1 пали жертвою винаходу давнього ворога ґоа'улдів — Ма'челло. Ма'челло запевнив SG-1, що володіє зброєю проти ґоа'улдів, і за допомогою хитрого пристрою обманом забрав тіло Деніела. Свідомість Ма'челло переселилося в тіло молодого археолога, а свідомість Деніела виявилося в тілі вмираючого старого. | 5 лютого 1999   |
| 2.18 (40) | «Пісня змія» англ. (Serpent's Song) Команда SG-1 отримує сигнал від ток'ра з призначенням зустрічі. Однак замість повстанців недалеко від Брами падає підбитий глайдер, в якому вони виявляють свого заклятого ворога — Апофіса. Поранений Системний владика благає своїх колишніх противників про допомогу. Він пропонує всі знання своєї раси в обмін на нового носія. | 12 лютого 1999  |
| 2.19 (41) | «Один хибний крок» (англ. One False Step) Під час звичайної розвідувальної місії розбився планер, врізавшись в рослину, що нагадувала кактус. SG-1 вирушили на пошуки планера і зіткнулися з примітивними істотами, які після прибуття землян раптово захворіли. Незабаром тривожні симптоми проявилися і в членів SG-1. Виникло і ще одне питання — який зв'язок між іншопланетянами і рослинами біля їхніх жител?                                                                                      | 19 лютого 1999  |
| 2.20 (42) | «Розкажи і покажи» (англ. Show and Tell) Через Зоряну браму в комплекс пройшов десятирічний хлопчик, якось відкривши діафрагму. Він розповідає, що його мати належить до раси Ріту, чия планета була знищена Системними владиками, і тепер фракція терористів Ріту вирішила перемогти ґоа'улдів, знищуючи всіх їхніх потенційних носіїв — людей. Братак дає несподівану інформацію щодо іншопланетян — Ріту невидимі й вже можуть бути на базі.                                                          | 26 лютого 1999  |
| 2.21 (43) | «1969» Перед черговою місією генерал Хаммонд передає Саманті загадкову записку. При проходженні крізь Браму сонячний спалах змінив просторовий тунель і перекинув SG-1 на Землю 1969-го року. Під час переїзду на місце подальшого допиту, молодий лейтенант Хаммонд допомагає їм втекти. Щоб потрапити додому, команда повинна дістатися до Зоряної брами до наступного сонячного спалаху. | 5 березня 1999  |
| 2.22 (44) | «Поза розумом» (англ. Out of Mind) Джек прокинувся на базі Зоряних брам, де його запевняють, що він пробув в заморозці 79 років, а його друзі Деніел, Саманта і Тіл'к загинули багато років тому. Пам'ять Джека досліджують, як пояснюють, для його ж лікування. Проте решта членів SG-1 в дійсності живі й так само діляться своїми спогадами. Скоро Джек розкриває, що насправді знаходиться не на базі Зоряної брами і зовсім не у майбутньому.                                                       | 12 березня 1999 |

## Сезон 3 (1999—2000)
| Номер     | Назва і короткий зміст | Дата прем'єри    |
| --------- | --- | ---------------- |
| 3.01 (45) | «Крізь вогонь» (англ. Into The Fire) Джек, Деніел і Саманта з'ясовують, що опинилися в полоні ґоа'улда Хатор, яка побудувала копію земної бази Зоряної брами. Ґоа'улда оточують команду, а Хатхор готується вживити Джеку личинку ґоа'улда. Тим часом генерал Хаммонд розшукав місце ув'язнення SG-1 та послав туди чотири загони під командуванням полковника Мейкпіса, але рятувальна операція провалилася. Хаммонд сам іде на виручку SG-1.                                                          | 25 червня 1999   |
| 3.02 (46) | «Сет» (англ. Seth) Джейкоб, батько Картер, залучив SG-1 до пошуків найстарішого Системного владики — Сета, що сховався на Землі від гніву своїх побратимів. Пошук в Інтернеті дав інформацію, що впродовж сотень років Сет вербував рекрутів в свою секту. Після недовгих пошуків SG-1 виявили лігво Сета, де він і його послідовники сховалися вже від земної влади. | 2 липня 1999     |
| 3.03 (47) | «Чесна гра» (англ. Fair Game) Головнокомандувач раси азгардів, Тор, попередив Джека про те, що Системні владики готуються напасти на Землю, і запропонував себе як посередника між землянами і ґоа'улдами. Для переговорів про долю Землі на базу генерала Хаммонда прибуло троє Системних Владик — Юй, Нірта і Хронос. Тор переконав їх укласти мир із землянами, але натомість трійця ґоа'улдів зажадала знищення всіх земних Зоряних брам.                                                           | 9 липня 1999     |
| 3.04 (48) | «Спадщина» (англ. Legacy) Під час планової місії команда SG-1 виявила в замкненій зсередини кімнаті тіла ґоа'улдів. Один з померлих тримав у руках загадкову табличку, доторкнувшись до якої, Деніел почав чути голоси і бачити кошмари. Медичні тести дали діагноз — шизофренія. | 16 липня 1999    |
| 3.05 (49) | «Крива навчання» (англ. Learning Curve) В рамках програми з обміну технологіями Джек, Деніел і Тіл'к вирушили на планету Орбан. Виявилося, що діти орбанців накопичують в пам'яті знання, а потім за допомогою наномашин передають їх решті населення планети, але самі при цьому втрачають пам'ять і перетворюються на вигнанців. | 23 липня 1999    |
| 3.06 (50) | «Точка зору» (англ. Point Of View) На секретному об'єкті Зони 51 раптом з'явилися двійники Саманти Картер і майора Кавальського, загиблого два роки тому. Двійники розповідають, що потрапили туди з паралельного світу через квантове дзеркало, яким колись (епізод 1.20, «На милість Божу») скористався Деніел. В їхній реальності Земля захоплена ґоа'улдами, тож Саманта з Ковальським прийшли в пошуках допомоги.                                                                                  | 30 липня 1999    |
| 3.07 (51) | «Кнопка мерця» (англ. Deadman Switch) Рутинна розвідувальна операція перетворилася на погоню за ґоа'улдом-втікачем, після того, як SG-1 потрапили в невидиму пастку, створену з силового поля, і опинилися в полоні у мисливця за головами Аріса Бока. Мисливець змусив SG-1 приєднатися до пошуків утікача, пообіцявши їм за це свободу. | 6 серпня 1999    |
| 3.08 (52) | «Демони» (англ. Demons) На одній з планет на рівні розвитку середньовіччя SG-1 звільнили прив'язану до стовпа молоду жінку. Місцевий монах Саймон пояснив їм, що ця жінка, Мері, призначалася в жертву демону, який вже багато років тероризує селище. Мері було обрано через хворобу, яка вважається ознакою одержимості дияволом. Хоч демон і здається лише легендою, скоро він дійсно з'являється в околицях, шукаючи жертву.                                                                        | 13 серпня 1999   |
| 3.09 (53) | «Правила бою» (англ. Rules Of Engagement) Вийшовши з Зоряної брами, SG-1 несподівано опинилися в центрі битви між солдатами у формі SGC та загоном джаффа. Джек, Деніел, Саманта і Тіл'к кинулися на допомогу землянам, вирішивши, що нарешті знайшли зниклу команду SG-11. Але замість подяки загадкова SG-команда спрямовує на SG-1 свою зброю. | 20 серпня 1999   |
| 3.10 (54) | «Вічність в один день» (англ. Forever In A Day) SG-1 вирушили на планету Чулак, щоб врятувати жителів Абідоса від чергового візиту ґоа'улдів. Під час сутички Деніел помітив, що з прилеглого намету за ними спостерігає його зникла дружина Сара (Ша'ре). Проте Сара при наближенні Деніела спрямовує на нього зброю. | 8 жовтня 1999    |
| 3.11 (55) | «Минуле і теперішнє» (англ. Past And Present) SG-1 потрапили на планету, жителі якої страждають масовою амнезією. Вони не можуть пояснити зникнення старих і дітей, а початок своєї історії ведуть від події під назвою Ворлікс. Втрачено не тільки пам'ять про минуле, але й наукові знання. Через порушену наступність поколінь, планета знаходиться на межі вимирання. | 15 жовтня 1999   |
| 3.12 (56) | «Спогади Джолінар» (англ. Jolinar's Memories) На Землю з тривожною звісткою прибув ток'ра Мартуф — батько Саманти Картер Джейкоб і його симбіонт Селмак потрапили в полон до жорстокого Системного владики Сокара. Той відправив Джейкоба/Селмака на супутник Нету, в темницю, схожу на справжнє Пекло. Єдиною, кому вдалося втекти звідти, була ток'ра Джолінар, але вона померла, а її спогади сховані в пам'яті Саманти Картер.                                                                      | 22 жовтня 1999   |
| 3.13 (57) | «Диявол, якого ти знаєш» (англ. The Devil You Know) Намагаючись врятувати Джекоба/Селмака з в'язниці на супутнику Нету, SG-1 і ток'ра Мартуф теж потрапили в полон, але не до Сокара, а до Апофіса — за іронією долі, ще одного полоненого Сокара. Апофіс вирішив витягнути з SG-1 план втечі, щоб самому втекти з Нету і поквитатися з Сокаром. Використовуючи технології ток'ра і галюциногенні препарати, Апофіс змусив SG-1 знову пережити найяскравіші і найболючіші спогади.                      | 29 жовтня 1999   |
| 3.14 (58) | «Точка опори» (англ. Foothold) Як тільки Джек, Деніел, Саманта і Тіл'к переступили поріг рідної бази, їх тут же (під приводом витоку хімічних речовин) перепровадили в лазарет, де доктор Фрейзер вколола їм снодійне. Але для джаффа з його прискореним обміном речовин однієї дози виявилося недостатньо. Тіл'к прокинувся раніше за інших і з подивом побачив, як доктор Фрейзер і генерал Хаммонд розмовляють з двома незнайомими істотами.                                                         | 5 листопада 1999 |
| 3.15 (59) | «Обман» (англ. Pretense) Толлан Нарім запросив SG-1 взяти участь в заході під назвою Тріада. Тільки опинившись на новій батьківщині толланів, SG-1 дізналися, що Тріада — це давній судовий процес, в якому Скаара, старий друг Джека і родич Деніела, судиться з ґоа'улдом Клорелом в його тілі. Скаара хоче витягти паразита зі свого тіла, але ґоа'улд теж жива істота і має право на життя. Тим часом проти толланів готується план їхнього знищення.                                               | 21 січня 2000    |
| 3.16 (60) | «Урго» (англ. Urgo) Не встигли SG-1 переступити через поріг Зоряної брами, щоб перенестися на планету, яка своєю красою нагадує рай, як, на свій подив, знову опинилися на земній базі SGC. Їх сум'яття посилилося, коли генерал Хаммонд повідомив, що вони були відсутні 15 годин. Поки вчені повторно займалися знімками райської планети, Джек, Деніел, Саманта і Тіл'к виявили, що на базі SGC об'явився загадковий гість, якого, крім них, ніхто не бачить і не чує.                               | 28 січня 2000    |
| 3.17 (61) | «Сто днів» (англ. A Hundred Days) На планеті Едора жителі невеликого селища з тривогою чекають початку «вогняного дощу» з метеорів. Деніел за шарами ґрунту обчислив, що руйнівна сила «вогняного дощу» постійно зростає. Джек вирішив евакуювати жителів села, поки він умовляв найупертіших, Деніел, Саманта і Тіл'к з іншими селянами через Зоряну браму переправилися на базу. Коли Джек під дощем з метеоритів підбіг до Брами, в неї врізався величезний камінь.                                  | 4 лютого 2000    |
| 3.18 (62) | «Відтінки сірого» (англ. Shades Of Grey) Коли Толлани відмовилися поділитися з землянами своїми технологіями, розсерджений Джек на очах у здивованих друзів вирвав із стіни прилад толланів і забрав з собою на Землю. На базі Джек, після важкої розмови з генералом Хаммондом, подав у відставку і вирушив на планету Едора. Насправді ж він приєднався до загону найманців, які подорожують по планетах і крадуть інопланетну зброю і технології. Але оголошувати його злочинцем виявляється зарано. | 11 лютого 2000   |
| 3.19 (63) | «Нова територія» (англ. New Ground) На планеті, куди потрапили SG-1, існування Зоряної брами стало причиною війни між представниками двох культур. Прихильники однієї культури вважають пристрій проходом в інший світ. Прихильники іншого — готові на все, щоб довести зворотне, навіть на вбивство Джека, Деніела і Саманти, живих доказів помилковості їхньої віри. | 18 лютого 2000   |
| 3.20 (64) | «Материнський інстинкт» (англ. Maternal Instinct) SG-1 виявили таємничу планету Кхеб, згадувану в міфах ґоа'улдів і джаффа, і вирушили туди у пошуках Харсисиса, дитини Апофіса і Сари/Амонет. Вони повинні знайти немовля перш, ніж до нього добереться Апофіс. | 25 лютого 2000   |
| 3.21 (65) | «Кришталевий череп» (англ. Crystal Skull) Зонд сфотографував печеру, що нагадує піраміду Майя. Деніел зацікавився вирізаним з кристала черепом, що знаходиться в центрі печери. Він розповає Джеку, Саманті, Тіл'ку і генералу Хаммонду, що в 1971 році його дідусь знайшов такий самий череп. | 3 березня 2000   |
| 3.22 (66) | «Немезиди» (англ. Nemesis) У передчутті прийдешньої відпустки і риболовлі Джек попрямував до виходу з бази, але несподівано для себе опинився на кораблі Тора в оточенні сотень металевих жучків. Тор телепортував Джека на корабель, щоб попередити про Реплікаторів — штучних організмів, що пожирають все на своєму шляху. Реплікатори захопили корабель Тора і розвернули його до Землі. |                  |

## Сезон 4 (2000—2001)
| Номер     | Назва і короткий зміст | Дата прем'єри   |
| --------- | --- | --------------- |
| 4.01 (67) | «Маленькі перемоги» (англ. Small Victories) Незабаром після повернення на Землю SG-1 дізнається, що один з реплікаторів зі збитого в попередньому епізоді корабля вижив і потрапив на російський підводний човен, де став розмножуватися. О'Нілл і Тіл'к повинні знищити реплікаторів на ньому, в той час як Картер посилають разом з Тором на його рідну планету для того, щоб знайти спосіб зупинити керований реплікаторами корабель, який летить до головної планеті азгардів. | 30 червня 2000  |
| 4.02 (68) | «Інший бік» (англ. The Other Side) У SGC надійшов сигнал лиха з іншої планети. Команда SG-1 вирушили на допомогу і опинилися в добре укріпленому підземному місті. Мешканці міста, опинившись через багаторічну війну на межі вимирання, запропонували SG-1 свої технології в обмін на допомогу землян. Налагоджується співпраця, але чим більше SG-1 дізнаються про потенційних союзників, тим більше сумніваються чи ті насправді не агресори. | 7 липня 2000    |
| 4.03 (69) | «Оновлення» (англ. Upgrades) Вчені Ток'ра запропонували SG-1 випробувати на собі нещодавно знайдені браслети, створені зниклими Атоніеками. Прилади в багато разів збільшують силу і спритність їх власників, але тільки не самих Ток'ра. Звикнувшись з новими можливостями, Джек, Деніел, Саманта і Тіл'к відкривають, що бути надсильними не завжди добре. | 14 липня 2000   |
| 4.04 (70) | «Перехрестя» (англ. Crossroads) У SGC прийшла стара знайома Тіл'ка — жінка-джаффа, яка стверджує, що, увійшовши в контакт зі своїм симбіонтом, вона вмовила його виступити проти ґоа'улдів і поділитися всіма технологіями Системних владик. | 21 липня 2000   |
| 4.05 (71) | «Розділяй і володарюй» (англ. Divide And Conquer) Один з членів SGC втрачає над собою контроль і намагається вбити членів ради ток'ра. З'ясовується, що так сталося через дію нової технології ґоа'улдів, під впливом якої людина тепер запрограмована на вбивство. Кожен співробітник комплексу повинен пройти спеціальну перевірку. | 28 липня 2000   |
| 4.06 (72) | «Вікно можливостей» (англ. Window Of Opportunity) Через Зоряну браму Земля потрапила під дію часової аномалії і проживає одні й ті ж 6 годин знову і знову. Про те, що відбувається, знають тільки Джек і Тіл'к. Вони повинні переконати в цьому інших і розірвати часову пастку. | 4 серпня 2000   |
| 4.07 (73) | «Водна брама» (англ. Watergate) Відкриття, зроблене на океанському дні, дає можливість Росії отримати доступ до технології Зоряних брам: з'єднання виявленої на затонулому кораблі азгардів брами з відібраним у німців в 1945 набірним пристроєм дозволяє створити повноцінний комплект. Однак незабаром російські військові звертаються до своїх американських колег з проханням про допомогу для з'ясування обставин трагедії на секретній військовій базі в Сибіру. SG-1 в супроводі доктора Світлани Маркової вирушають на базу, де виявляють дивну форму життя.                                                                                               | 11 серпня 2000  |
| 4.08 (74) | «Перші» (англ. The First Ones) Під час археологічної експедиції на планету, яка є, очевидно, є прабатьківщиною ґоа'улдів, Деніел потрапляє до Унасів, перших їхніх носіїв, і повинен використовувати всі свої навички, щоб вижити. Намагаючись знайти його, SG-1 стикається з несподіваними труднощами, виявивши, що місцеві озера буквально кишать дикими ґоа'улдами. | 18 серпня 2000  |
| 4.09 (75) | «Випалена земля» (англ. Scorched Earth) На наступному завданні команда полковника О'нілла потрапляє в центр конфлікту між двома цивілізаціями, охочими колонізувати одну і ту ж планету. Тамтешнє населення знаходиться на межі вимирання — величезний корабель займається терраформінгом, випалюючи всю існуючу на планеті біосферу. | 25 серпня 2000  |
| 4.10 (76) | «Під поверхнею» (англ. Beneath The Surface) Пам'ять команди SG-1 виявилася стерта. Вони використовуються як робоча сила на підземному заводі планети, поверхня якої, як кажуть, покрита льодом. Але на Тіл'ка методи жителів планети не діють. Джек та інші поступово згадують як там опинилися. | 1 вересня 2000  |
| 4.11 (77) | «Точка неповернення» (англ. Point Of No Return) На контакт з SGC виходить людина на ім'я Мартін Ллойд, який впевнений, що він іншопланетянин і пам'ятає про своє життя на інших планетах. Він вважає, що за ним стежать спецслужби, а також він знає про існування Зоряної брами. | 8 вересня 2000  |
| 4.12 (78) | «Тангенс» (англ. Tangent) Полковник О'Нілл і Тіл'к випробовують модернізований під потреби землян глайдер ґоа'улдів на орбіті Землі. Проте в його конструкції було не все враховано і він виходить з ладу. Тіл'к і О'Нілл безпорадно зависають в космосі, чекаючи допомоги. | 15 вересня 2000 |
| 4.13 (79) | «Прокляття» (англ. The Curse) Через дивну смерть свого вчителя Деніел повертається до академічному минулого. Вперше з моменту свого залучення в проєкт Зоряної брами він зустрічається з колишніми друзями та колегами Сарою Гарднер і Стівеном Рейнером, але Деніел повинен довести до кінця розслідування загибелі професора. Обстеживши артефакт під назвою «Канопа Ісіди», з яким могли мати справу єгиптологи, доктор Фрейзер виявляє в ньому мертвого симбіонта-ґоа'улда. Знахідка наштовхує Деніела на думку, що подібний симбіонт міг звільнитися з аналогічної «Канопи Осіріса». Всі докази свідчать проти Стівена, але істина виявляється зовсім інакшою. | 22 вересня 2000 |
| 4.14 (80) | «Зміїна отрута» (англ. The Serpent's Venom) Апофіс і Херуур вирішують вступити в союз. Щоб перешкодити цьому союзу, Тіл'к вирушає на рідній Чулак в надії переконати деяких воїнів-джаффа повстати проти ґоа'улдів в ім'я свободи. | 29 вересня 2000 |
| 4.15 (81) | «Ланцюгова реакція» (англ. Chain Reaction) SGC повинні прийняти нове командування після відставки генерала Хаммонда, за яким проглядається брудна політична гра секретної урядової організації NID, контрольованій заклятим супротивником SG-1 сенатором Кінсі. | 5 січня 2001    |
| 4.16 (82) | «2010» (англ. 2010) В альтернативній реальності в 2010 році, після встановлення дружніх зв'язків з високорозвиненою іншопланетною цивілізацією Ашенів, людство недавно подолало ґоа'улдів. Люди сподіваються на світле майбутнє, але Саманта Картер виявляє, що не може мати дітей. Вчені Ашенів запевняють, що не знають причини, і вона звертається за допомогою до свого чоловіка та подруги. Це приводить її до усвідомлення, що Ашени не кращі за ґоа'улдів, просто їхні методи знищення людей менш помітні. Зібрана знову SG-1 намагається послати записку в минуле в надії на те, що майбутнє Землі зміниться.                                               | 12 січня 2001   |
| 4.17 (83) | «Абсолютна влада» (англ. Absolute Power) Доля знову зводить Деніела Джексона і його прийомного сина, хлопчика-Харсесіса Шіфу, який показує Денієлу сон, з якого він повинен зрозуміти справжню ціну знань ґоа'улдів. Уві сні Деніел винаходить спосіб убезпечити Землю від іншопланетних загроз. Але минає час і він починає побоюватись загроз на самій Землі. | 19 січня 2001   |
| 4.18 (84) | «Світло» (англ. The Light) Черговим завданням SG-1 виявляється палац насолод ґоа'улдів, де міститься пристрій, світло якого діє подібно до наркотику. | 26 січня 2001   |
| 4.19 (85) | «Вундеркінд» (англ. Prodigy) Саманта намагається рекрутувати розумну, але дуже примхливу студентку, проходячи з нею через Зоряну браму, проте проста екскурсія приймає небезпечний оборот, коли на них нападають істоти з чистої енергії. | 2 лютого 2001   |
| 4.20 (86) | «Істота» (англ. Entity) Комп'ютер комплексу заражає вірус, що проник через Зоряну браму. При спробі його знищення він переселяється в тіло Саманти Картер. | 9 лютого 2001   |
| 4.21 (87) | «Подвійна небезпека» (англ. Double Jeopardy) Команда SG-1 прибуває на планету, де їм не раді. Планету захопив Системний владика Хронос, після того як там відбулося повстання проти ґоа'улда Херуура, підняте нібито SG-1. Згодом на Землю приходить чоловік Харлам з планети, де були створені роботи-двійники SG-1 (епізод «Залізна людина») і повідомляє, що двійники зникли. | 16 лютого 2001  |
| 4.22 (88) | «Вихід» (англ. Exodus) Команда полковника О'нілла направляються на планету Вораш. Селмак і Саманта Картер розробляють план з перенесення бази ток'ра на іншу планету, завдяки добутому кораблю Хроноса. Полковник О'Нілл і Джейкоб/Селмак мають невелику бесіду про розбіжності з використання корабля. Тим часом Апофіс дізнається місцерозташування нинішньої бази. SG-1 і ток'ра беруться за виконання сміливого плану зі знищення флоту Апофіса — підірвати зірку Ворашу за допомогою Зоряної брами, пов'язаної із чорною дірою. | 23 лютого 2001  |

## Сезон 5 (2001—2002)
| Номер      | Назва і короткий зміст | Дата прем'єри   |
| ---------- | --- | --------------- |
| 5.01 (89)  | «Вороги» (англ. Enemies) Вибух зірки спричинив переміщення забраного у Хроноса корабля в іншу галактику, на відстань чотирьох мільйонів світлових років від Землі. Але туди ж перенісся і флагман Апофіса. Ґоа'улди наводять знаряддя і готуються стріляти, але раптово їх атакує незнайоме судно. | 29 червня 2001  |
| 5.02 (90)  | «Поріг» (англ. Threshold) Апофіс змінив пам'ять Тіл'ка, тепер цей джаффа вважає себе зрадженим союзником ґоа'улдів і ворогом SG-1. Щоб повернути його, Джек, Деніел і Саманта зважилися на ризикований експеримент, вони підвели Тіл'ка на межу смерті й змусили його згадати все своє життя. | 6 липня 2001    |
| 5.03 (91)  | «Вознесіння» (англ. Ascension) На завданні з дослідження планети, народ якої колись переміг ґоа'улдів, Саманта Картер несподівано втратила свідомість. Після повернення на Землю вона застала в своєму будинку загадкового шанувальника, невидимого для оточуючих. Джек, Деніел і Тіл'к не вірять в розповідь про залицяльника і вирішили, що Саманта перевтомилася. А тим часом земляни готуються запустити знайдену іншопланетну зброю, чого загадковий гість прагне не допустити.                                                                 | 13 липня 2001   |
| 5.04 (92)  | «П'ята людина» (англ. Fifth Man) Полковник О'Нілл і лейтенант Тейлор потрапили в засідку і застрягли між двома загонами джаффа під командуванням чергового Системного владики. Тим часом, Деніел, Саманта і Тіл'к благополучно повернулися на земну базу і виявили, що там поняття не мають, хто такий лейтенант Тейлор і як він потрапив до загону SG-1. | 20 липня 2001   |
| 5.05 (93)  | «Червоне небо» (англ. Red Sky) Просторовий тунель, прокладений Зоряною брамою, змістив спектр зірки в інфрачервону сторону. Тепер жителів планети цієї зірки чекає неминуча загибель від радіації. SG-1 звернулися за допомогою до азгардів, але ті відмовилися втрутитися, пославшись на політичні мотиви. Земляни пробують самі виправити свою помилку. | 27 липня 2001   |
| 5.06 (94)  | «Обряд посвячення» (англ. Rite Of Passage) У Кассандри, якою опікувалася доктор Фрейзер, почалися неконтрольовані напади телекінезу. Її здоров'я різко погіршилося, зросла мозкова активність і піднялася температура. У пошуках ліків SG-1 вирушили на батьківщину Кассандри і виявили лабораторію ґоа'улдів. | 3 серпня 2001   |
| 5.07 (95)  | «В'ючна тварина» (англ. Beast Of Burden) Унас Чака, який колись викрав Деніела, а після потоваришував з ним, потрапив у неволю до людей, що використовують Унасів як в'ючних тварин. Господар Чака зажадав від Деніела за свободу Унаса двох інших рабів і Деніел вирішив звільнити Чака від рабської долі силою, навіть ризикуючи свободою і безпекою своїх друзів. | 10 серпня 2001  |
| 5.08 (96)  | «Гробниця» (англ. The Tomb) До SG-1 приєдналося четверо російських військових, і вони вирушили на пошуки зниклого російського загону. Деніел виявив гробницю 3000-річної давності, побудовану за зразком месопотамских зиккуратів, а в ній тіла загиблих російських військових і ґоа'улдівський саркофаг з останками колишнього носія ґоа'улда Мардука. Вхід в зиккурат зачинився і замурував мандрівників разом з тим, чого боявся сам Мардук. | 17 серпня 2001  |
| 5.09 (97)  | «Між двох вогнів» (англ. Between Two Fires) Прибувши на похоронну церемонію, SG-1 отримали від Толланців підозріло щедру пропозицію — іонні гармати в обмін на земний мінерал, запаси якого у толланців виснажені. Нишком скориставшись толланским комп'ютером, Саманта виявила, що кілька місяців тому іонні гармати не впоралися з кораблем ґоа'улдів. Тепер ті стали диктувати Толланцям свої умови, намагаючись чужими руками прибрати землян.                                                                                                   | 24 серпня 2001  |
| 5.10 (98)  | «2001» (англ. 2001) Технічно розвинена раса Ашенів запропонувала землянам зброю і технології, здатні побороти ґоа'улдів, попросивши натомість земну базу адрес планет. Відмова Ашенів, нібито в цілях безпеки, назвати координати своєї планети, змусила Саманту зайнятися пошуками їхньої батьківщини. Адреса однієї з підозрілих планет збіглася з координатами, зазначеними в записці, яку Джек послав сам собі кілька місяців тому (епізод «2010») — нізащо не летіти на ту планету.                                                             | 31 серпня 2001  |
| 5.11 (99)  | «Крайні заходи» (англ. Desperate Measures) Майора Саманту Картер викрали таємничі люди в чорному. Генерал Хаммонд, стурбований зникненням Саманти, відрядив Джека і Деніела на її пошуки. Поки Джек намагається дізнатися що-небудь, Саманті в секретній лабораторії влаштовують допит, намагаючись з'ясувати, як витягти личинку ґоа'улда, коли вона вилікує смертельного хворого мільйонера. | 7 вересня 2001  |
| 5.12 (100) | «Червоточина Екстрім» (англ. Wormhole X-treme) Біля Марса виявлено невідомий корабель, що прямує до Землі. Саманта з'ясувала, що його творці — вимерла раса, з останнім представником якої, Мартіном Ллойдом, SG-1 добре знайомі. Ллойд поставив нове телевізійне шоу, поклавши в його основу ідею Зоряної брами та пригоди SG-1. О'Нілл вирушає дізнатися від Ллойда все, що він може знати про корабель. | 8 вересня 2001  |
| 5.13 (101) | «Тренувальний полігон» (англ. Proving Ground) SG-1 проводять тренування з курсантами на полігоні серед яких і підручна Картер — Хейлі. Саманта і Деніел прикидаються ґоа'улдами, а Джек з майбутніми солдатами SG-загонів повинні їх нейтралізувати. Тренування проходить звичайно, курсанти залишилися незадоволеними простотою і надуманістю завдань. Раптово лунає дзвінок, що база Зоряної Брами захоплена ґоа'улдами. Це стає для курсантів неочікуваним випробуванням.                                                                         | 8 березня 2002  |
| 5.14 (102) | «48 годин» (англ. 48 Hours) Корабель Таніта розбив набірний пристрій, коли SG-1 проходили крізь Браму. На Землю повернулися всі, крім Тіл'ка. Саманта вирахувала, що він, в формі енергії, залишатиметься в буфері Брами, допоки вона відключена. Щоб матеріалізувати Тіл'ка назад, залишається скористатися набірним пристроєм росіян. На 48 годин Брама вимикається, а Деніел вирушає на переговори до Росії. | 15 березня 2002 |
| 5.15 (103) | «Саміт» (англ. Summit) Ток'ра створили хімічну зброю, яка знищує личинку ґоа'улди всередині людини, зберігаючи життя її носія. Застосувати зброю вирішено на таємному саміті Системних Владик. Деніел під виглядом раба проник на Саміт, але несподівано зіткнувся з ґоа'улдом Осірісом, який захопив тіло його колишньої коханої Сари. Осіріс повідомляє, що є представником Анубіса — найсильнішого з усіх Системних Владик. Тим часом на базу ток'ра, куди вирушили решта SG-1, напали ґоа'улди.                                                  | 22 березня 2002 |
| 5.16 (104) | «Останнє слово» (англ. Last Stand) Зустріч з Осірісом, тим більш в тілі Сари, завадила Деніелу застосувати отруту, оскільки смерть всіх Системних Владик дасть Анубісу, котрий не укладав договору з азгардами, повну свободу дій. Деніел вирішив забрати Сару з собою на Землю, щоб витягти симбіонта. А на планеті ток'ра SG-1 нарешті вдалося подати сигнал лиха Селмаку. | 29 березня 2002 |
| 5.17 (105) | «Останній рубіж» (англ. Failsafe) Ґоа'улди замислили атакувати землю під виглядом природної катастрофи — запустили в напрямі планети астероїд. Зіткнення відбудеться через 11 днів і матиме винятково руйнівні наслідки. Азгарди, пославшись на угоду з Системними Владиками відмовляють в допомозі, а ток'ра ще не відновили сили після нападу ґоа'улдів. SG-1 доводиться використати корабель Селмака, щоб підривати астероїд на безпечній відстані.                                                                                               | 6 квітня 2002   |
| 5.18 (106) | «Воїн» (англ. The Warrior) К'Тано, новий харизматичний очільник джаффа, зібрав армію для боротьби з ґоа'улдами, що видають себе за богів. SG-1 вирушили на планету, де розташувався табір прихильників К'Тано аби підтримати рух опору. Але Джек скоро починає сумніватися чи такий вже К'Тано борець за свободу, бо він надто легко знаходить прихильників, і потім, так само легко і просто відправляє їх на завідомо нездійсненні завдання. | 12 квітня 2002  |
| 5.19 (107) | «Загроза» (англ. Menace) На планеті, зруйнованої невідомою катастрофою, SG-1 знайшли дівчину-робота. Саманта забрала її на базу для подальшого вивчення, і, ввімкнувши, виявляє, що робот не знає хто вона — називає себе Різ і розпитує про свого батька. Згодом Різ задля розваги створює собі «іграшку» — реплікатора, чим ставить під загрозу всю базу. | 26 квітня 2002  |
| 5.20 (108) | «Страж» (англ. The Sentinel) Загін SG-9 вирушив на планету P2A018, щоб взяти участь у переговорах щодо «Стража» — зброї, яка захищає планету від ґоа'улдів. Але планета виявилася захопленою ґоа'улдом Сварогом, тому що лже-загін SG, який викрадав інопланетні технології, пошкодив зброю. Джек в компанії колишніх «колег» з лже-загону, визволених з в'язниці, і за підтримки Деніела, Саманти і Тіл'ка вирушив на P2A018, сподіваючись відремонтувати «Стража».                                                                                 | 3 травня 2002   |
| 5.21 (109) | «Вищий» (англ. Meridian) На планеті Келона SG-1 виявили цивілізацію, яка всього на 50 років відстає від рівня сучасної земної. Уряд країни, що володіє Зоряною Брамою, на знак шани приставив до SG-1 свого представника Джонаса Квіна. SG-1 дізнаються про розробку келонцями бомби на основі елемента наквадрії, і Деніел залишається в лабораторії, щоб переконати їх не продовжувати розробки. В той час стався викид радіації, в результаті якого Деніел отримав смертельну дозу опромінення, але разом з тим можливість вознестися, як Древні. | 10 травня 2002  |
| 5.22 (110) | «Одкровення» (англ. Revelations) Осіріс напав на планету, де знаходилася секретна лабораторія азгардів. Коли Тор кинувся на допомогу, ґоа'улди захопили його в полон. Азгарди через брак вільних кораблів попросили SG-1 евакуювати з планети своїх вчених. Тим часом, перед Тором постав ґоа'улд Анубіс і продемонстрував бранцеві новий пристрій, яке вміє зчитувати інформацію безпосередньо з мозку. | 17 травня 2002  |

## Сезон 6 (2002—2003)
| Номер      | Назва і короткий зміст | Дата прем'єри   |
| ---------- | --- | --------------- |
| 6.01 (111) | «Звільнення (частина 1)» (англ. Redemption (Part 1)) Життя SG-1 продовжується, Джонас Квінн працює на Землі вже 3 місяці, налагодивши відносини Землі з Келоною. Завдяки цьому вдається створити перший людський міжзоряний корабель X-302. Тим часом дружина Тіл'ка гине, відмовившись прийняти нового симбіонта, а її син Раєк, звинувативши батька в її загибелі, хоче битися проти ґоа'улдів. На Землі ж активовується Зоряна Брама, хоч крізь неї ніхто і ніщо не проходить. Однак, її неможливо закрити і енергія повільно продовжує накопичуватися, загрожуючи вибухом. Братак шукає способи попередити Землю — за цим стоїть Анубіс.                                   | 7 червня 2002   |
| 6.02 (112) | «Звільнення (частина 2)» (англ. Redemption (Part 2)) Вчений Родні МакКей розробляє спосіб контратакувати Анубіса. Тіл'к, його син Раєк і Братак вирушають знищувати зброю Анубіса, але потрапляють до нього в полон. Саманта і Джек вирішують мінімізувати наслідки вибуху Зоряної Брами, скинувши її на дно океану. Росіяни ж пропонують взамін свою Браму, щоправда, не безкоштовно. | 14 червня 2002  |
| 6.03 (113) | «Падіння» (англ. Descent) На орбіті Землі з'являється покинутий корабель ґоа'улдів. SG-1 і Джейкоб Картер вирушають туди на дослідження. Та корабель виявляється пасткою, SG-1 через бій втрачає управління кораблем і той падає в океан. Їм доводиться чекати на допомогу під водою, розкриваючи таємниці судна. | 21 червня 2002  |
| 6.04 (114) | «Заморожена» (англ. Frozen) Працюючи в Антарктиді на місці, де раніше була знайдена друга Брама, група вчених знаходить під шаром льоду жінку, якій близько мільйона років. SG-1 вирушають туди для досліджень, однак незабаром заражаються невідомою хворобою. | 28 червня 2002  |
| 6.05 (115) | «Сновиди» (англ. Nightwalkers) Вночі Саманта отримує дзвінок від вченого Річарда Флеммінга, який просить про допомогу. Зранку він виявляється зниклим без сліду, а його лабораторія згоріла. Розслідування показує зв'язок з мільярдером, котрий вживляв собі симбіонта, щоб вилікуватися (епізод 5.11 «Крайні заходи»). Саманта, Тіл'к і Джонас прибувають за цією справою в містечко, жителі якого дивно себе поводять, ніби постійно сонні. До того ж виявляється, що Флеммінг був лише останнім в низці вбивств учених. | 12 липня 2002   |
| 6.06 (116) | «Прірва» (англ. Abyss) Джек з симбіонтом ток'ра, призначеним для його лікування, змушені були тікати, після того Джек чомусь втік. Симбіонт встиг покинути тіло Джека, а сам Джек потрапив у полон до ґоа'улда Ба'ала. Ба'ал, бажаючи дізнатися задуми ток'ра, допитує Джека. Опинившись в камері, Джек несподівано виявляє там Деніела, хоч і не впевнений в реальності останнього. | 19 липня 2002   |
| 6.07 (117) | «Гра тіні» (англ. Shadow Play) Келонці, після розриву відносин з Землею, тепер просять про допомогу в боротьбі проти інших держав їх планети. Вони хочуть використати бомбу на основі наквадрії, але потребують земних технологій. SG-1 намагається їх утримати від цього. | 26 липня 2002   |
| 6.08 (118) | «Інші хлопці» (англ. The Other Guys) На покинутій планеті SG-1 потрапили в полон до ґоа'улдів. Команда археологів, з якими SG-1 працювали, організовують рятувальну операцію. Однак, двоє вчених вирішують рятувати їх самотужки, вирушаючи прямо на флагман ґоа'улдів. | 2 серпня 2002   |
| 6.09 (119) | «Відданість» (англ. Allegiance) Ток'ра знову переїжджають на нову базу. Заминка в дорозі оголила давні протиріччя між джаффа і ток'ра. Джаффа не змирилася з паразитизмом ток'ра, а ті, в свою чергу, не прийняли воїнів джаффа, як рівних. Вбивство одного з ток'ра і одного джаффа ставить союз на грань розриву. | 9 серпня 2002   |
| 6.10 (120) | «Панацея» (англ. Cure) Земля налаштовує контакт з планетою Пангар, яка дещо відстає від Землі в розвитку технологій. При цьому місцева цивілізація володіє ліками проти усіх хвороб, тритоніном, які й пропонує для обміну на земні досягнення. Джонас, поспілкувавшись з пангарськими ученими, починає підозрювати, що ті чогось не договорюють про свою панацею. Коли вони проникають на місце виробництва тритоніну, з'ясовується, що основний інгредієнт виробляється симбіонтами ґоа'улдів. А вони своєю чергою породжуються помираючою Королевою, якій необхідна заміна. Тіл'к при розшифровці написів в храмі ґоа'улдів дізнається значущість Пангару для свого народу. | 16 серпня 2002  |
| 6.11 (121) | «Прометей» (англ. Prometheus) Про існування секретного проєкту космічного корабля «Прометей» дізналася журналістка, яка до того ж володіє зразком іншопланетного сплаву. Генерал Хаммонд доручив Саманті і Джонасу ознайомити журналістку з проєктом. Але знімальна група має на меті зовсім не знімання телесюжету і захоплює корабель, щоб допомогти втекти з Землі ґоа'улду. | 23 серпня 2002  |
| 6.12 (122) | «Неприродний відбір» (англ. Unnatural Selection) Після інциденту на кораблі — спроби захоплення нелегальної урядовою групою — SG-1 потрапляє в далеку ділянку галактики. На допомогу приходить Тор, але він і сам потребує допомоги — планета азгардів захоплена реплікаторами в рамках боротьби з ними. Всі реплікатори були туди заманені й мали бути ув'язнені в полі розширеного часу, та нічого не відбулося. Саме люди через відсталість своїх технологій можуть проникнути туди і полагодити поле. | 10 січня 2003   |
| 6.13 (123) | «Невидима сторона» (англ. Sight Unseen) Саманта повернулася на Землю з інопланетним пристроєм, незабаром після чого у Джонаса почалися галюцинації. Йому ввижаються комахоподібні істоти, що літають і повзають базою. Саманта і Джек вирішили, що у Джонаса, як і у його колишнього викладача, розвинулася шизофренія. Але коли таємничі істоти з'явилися і Тіл'ку, а потім Джеку, Саманта розуміє, що всьому виною є привезений нею прилад. Скоро істот помічають по всьому штату, попри вимкнення пристрою. | 17 січня 2003   |
| 6.14 (124) | «Дим і дзеркала» (англ. Smoke And Mirrors) Сенатора Кінсі, від якого свого часу залежала доля проєкту Зоряної Брами, намагався застрелити таємничий вбивця. На плівці, знятій на місці вбивства прихованою камерою спостереження, виразно видно обличчя полковника Джека О'нілла, а в його рибальському будиночку знайшли снайперську гвинтівку. Очевидно, хтось підставив полковника. Тепер доля і кар'єра Джека знаходяться в руках Саманти, Тіл'ка і Джонаса, які взялися за розслідування. | 24 січня 2003   |
| 6.15 (125) | «Втрачений рай» (англ. Paradise Lost) Полковник Гаррі Мейбурн з агентства інформації переконав Джека, Саманту, Джонаса і Тіл'ка вирушити на планету для вивчення загадкового пристрою. Пристрій, однак, не працює без ключа, яким володіє Мейбурн, тож його доводиться взяти з собою. Опинившись на чужій планеті, Мейбурн вистрілив у Саманту і спробував втекти через міжпросторовий портал, створений досліджуваним приладом. Джек вчепився у втікача, і вони разом опинилися на зовсім незнайомій планеті. Незабаром до тропічного сонця і самотності додалася неприязнь Джека і Мейбурна.                                                                                 | 31 січня 2003   |
| 6.16 (126) | «Метаморфоза» (англ. Metamorphosis) Поспішивши на допомогу жителям одного села, SG-1 і російська команда опинилися в полоні у ґоа'улда Ніррті, сумнозвісної своїми генетичними експериментами. У вічних пошуках ідеального носія Ніррті зайнялася «корекцією» людської ДНК. Як і жителі села, SG-команди перетворилися на об'єкт експериментів Ніірті. Але мутації першого піддослідного виявилися нестабільними і він загинув, Саманта — наступна. | 7 лютого 2003   |
| 6.17 (127) | «Викриття» (англ. Disclosure) Генерал Хаммонд з дозволу Пентагону запросив представників світових держав на нараду, де оголосив про існування Зоряної Брами. У відповідь він зустрічає скептицизм, недовіру і сумнів. Намагаючись погасити негативне ставлення гостей, сенатор Кінсі розповідає про героїчну команду SG-1, яка безліч разів рятувала Землю. | 14 лютого 2003  |
| 6.18 (128) | «Знедолені» (англ. Forsaken) На планеті, куди SG-1 прийшли досліджувати активність зірки, Джек знайшов обривок фотографії. Незабаром SG-1 наткнулися на космічний корабель, який зазнав аварії, і познайомилися вцілілими пасажирами. Саманта запропонувала допомогти відремонтувати корабель, але ситуація ускладнилася, коли на корабель напали гуманоїдні істоти, озброєні тією ж зброєю, що й пасажири корабля. Останні стверджують, що істоти є злочинцями, яких вони перевозили, але це скоро ставиться під сумнів. | 21 лютого 2003  |
| 6.19 (129) | «На роздоріжжі» (англ. The Changeling) Тіл'ка почали мучити нічні кошмари, де його переслідує Апофіс. Це хвилює його і в реальності, Тіл'к плутає дійсність зі сном, не відрізняючи хто він — член загону SG-1, чи відважний, проте хворий пожежник. В одному зі снів йому являється Деніел Джексон, представляючись психологом, і влаштовує бесіду, щоб виявити причини кошмарів. | 28 лютого 2003  |
| 6.20 (130) | «Спогад» (англ. Memento) Під час навчань корабель «Прометей» раптом вийшов з гіперпростору у відкритому космосі — відмовила система енергопостачання. SG-1 з командою корабля застрягли на відстані десятків світлових років від Землі. Єдиний шанс повернутися додому — знайти найближчу планету з Зоряною Брамою і доставити через неї обладнання та запчастини необхідні для ремонту. Додатковою проблемою стає те, що в результаті несправності реактора було завдано шкоди місцевій цивілізації. | 7 березня 2003  |
| 6.21 (131) | «Пророцтво» (англ. Prophecy) Джонас, в ході візиту на планету, де зріє повстання проти Баала, почав бачити майбутнє. Це ж продовжується і по поверненні на Землю. Доктор Фрейзер після кількох тестів виявила у Джонаса швидкоростучу пухлину мозку. Джонас не поспішає з операцією, особливо, коли його видіння дійсно збуваються. Але відвернути майбутнє не виходить — Саманту усунули від участі в місії, коли Джонас передбачив її травму, а Саманту поранило вибухом в лабораторії на базі. Тепер у видінні Джонаса на базу проникають ґоа'улди, а Джек і Тіл'к гинуть.                                                                                                  | 14 березня 2003 |
| 6.22 (132) | «Повний цикл» (англ. Full Circle) Джек застряг на базі в ліфті і йому з'явився Деніел, який повідомив про підготовку нападу Анубіса на Абідос — він шукає Око Ра. Джек, Саманта, Джонас і Тіл'к в компанії з безтілесним Деніелом вирушили за артефактом. Анубіс же бере піраміду Абідоса в облогу, поки SG-1 шукають в ній Око. | 21 березня 2003 |

## Сезон 7 (2003—2004)
| Номер      | Назва і короткий зміст | Дата прем'єри   |
| ---------- | --- | --------------- |
| 7.01 (133) | «Грішний» (англ. Fallen) Джонас Квінн, вивчивши письмена з Абідоса, обчислив місцезнаходження Загубленого міста Древніх. SG-1 вирушили на пошуки міста, а знайшли доктора Деніела Джексона, який два місяці тому з'явився серед місцевих жителів, не пам'ятаючи хто він. Його забирають на Землю в надії, що Деніел щось пригадає. Той дійсно згадує дещо і неочікувано розповідає нові факти про Загублене Місто. | 13 червня 2003  |
| 7.02 (134) | «Повернення додому» (англ. Homecoming) Анубіс, який залишився без своєї основної зброї, перелітає до рідної планети Джонаса — Келони, щоб добути там речовину наквадрію. Квінн і Деніел тим часом знаходяться на кораблі, що завис над планетою. Тіл'к шукає підтримки в Системних владик, поки SG-1 переконують лідерів Келони не виконувати вимог Анубіса. | 13 червня 2003  |
| 7.03 (135) | «Хитка рівновага» (англ. Fragile Balance) На базу Зоряної Брами пробрався підліток, заявляючи, що він полковник О'Нілл, який прокинувся в себе вдома 15-ирічним. Розслідування доводить, що це дійсно він, але неясними залишаються причини омолодження. О'Нілл не може в такому стані виконувати свої звичні обов'язки, тим більш в молодому тілі його не сприймають серйозно. Деніел з Тіл'ком скоро натрапляють на слід азгардів у цій справі. | 20 червня 2003  |
| 7.04 (136) | «Орфей» (англ. Orpheus) Повертаючись з завдання, Тіл'к отримав поранення, від якого мусить довго лікуватися. Джек чує голоси Бра'така з Райєком, які кличуть на допомогу. В той час вони дійсно опинилися в полоні, і Джек стає ключем до їх порятунку. | 27 червня 2003  |
| 7.05 (137) | «Перевірка» (англ. Revisions) На черговій планеті виявляється отруйна атмосфера, але там існує енергетичний купол, під яким живе досить розвинена цивілізація. Жителі містечка гостинні й доброзичливі, та SG-1 помічають, що періодично всі жителі на кілька секунд застигають. До того ж час від часу хтось з містян зникає, а інші мешканці таємничим чином забувають про його існування. | 11 липня 2003   |
| 7.06 (138) | «Рятувальний човен» (англ. Lifeboat) SG-1 знаходять розбитий космічний корабель, всі пасажири якого знаходяться в анабіозі. Після спалаху на борту виявляється, що свідомості кількох пасажирів якимось чином опинилися в тілі Деніела. Вони не розуміють, що сталося і почергово захоплюють контроль над тілом, через що діалог майже неможливий. | 18 липня 2003   |
| 7.07 (139) | «Ворог мій» (англ. Enemy Mine) Команда SG-1 приходить на допомогу команді геологів, які займаються видобутком наквадаху для земних кораблів. Знахідки знарядь праці свідчать, що раніше там працювали на шахтах унаси. Коли один з геологів зникає, виникають підозри, що унаси досі на планеті. | 25 липня 2003   |
| 7.08 (140) | «Космічна гонка» (англ. Space Race) Іншопланетянин Ворік (епізод 6.18) прибуває на Землю, пропонуючи іонні двигуни своєї цивілізації. Взамін йому потрібна допомога — Ворік повинен дістатися до фінішної лінії регати космічних кораблів. Земний наквадах-реактор стане йому в пригоді, Картер погоджується на пропозицію, але під час самого змагання SG-1 дізнаються про те, що один з гравців навмисне саботував всі кораблі гонки. | 1 серпня 2003   |
| 7.09 (141) | «Месник 2.0» (англ. Avenger 2.0) Доктор Фелджер винайшов спосіб боротьби з ґоа'улдами — запустити в Браму вірус, який плутатиме адреси. У компанії з Самантою Фелджер написав вірус і завантажив його в набірний пристрій планети Ба'ала. Але несподівано шкідлива програма почала заражати інші Зоряні Брами, через що Джек, Деніел і ще дванадцять SG-загонів застрягли на інших планетах. | 8 серпня 2003   |
| 7.10 (142) | «Право першородства» (англ. Birthright) SG-1 натрапили на табір жінок-джаффа, які тікали від ґоа'улда Молоха, котрий вбиває новонароджених дівчаток. Щоб вижити, їм потрібні симбіоти, яких доводиться добувати, нападаючи на загони джаффа, що служать іншим ґоа'улдам. Тіл'к пропонує їм покінчити з нападами та використовувати замість симбіотів третонін. | 15 серпня 2003  |
| 7.11 (143) | «Еволюція (перша частина)» (англ. Evolution (Part 1)) Тіл'к з Джейкобом стикаються з невідомим воїном в чорних обладунках, невразливим для їхньої зброї. Тіл'к все ж долає його, але, як показує розтин, це не його заслуга. Суперсолдат виявляється результатом експерименту з використанням пристрою Древніх. Деніел разом з Доктором Лі при пошуках цього пристрою потрапляють у полон до терористів в джунглях Гондурасу. Тіл'к, Картер і Джейкоб вирушають на небезпечну місію на головну станцію Анубіса, щоб запобігти клонуванню його суперсолдатів. | 22 серпня 2003  |
| 7.12 (144) | «Еволюція (друга частина)» (англ. Evolution (Part 2)) Джейкоб, одягнувши обладунок вбитого суперсолдата, пробирається на секретну фабрику Анубіса, де вже поставлений на потік випуск непереможних воїнів. Джек паралельно вирушив рятувати Деніела з рук Гондураських терористів, які тим часом отримали артефакт Древніх, що обертається для них неочікуваними наслідками. | 9 січня 2004    |
| 7.13 (145) | «Грейс» (англ. Grace) «Прометей» при наближенні до дивної зони космосу атакував невідомий корабель. Отямившись, Саманта виявила, що лишилася єдиною на кораблі, а туманність навколо роз'їдає обшивку корабля. Їй ввижаються Джек, Деніел, Джейкоб і Тіл'к, а крім них якась дівчинка, яка хоче погратись. | 16 січня 2004   |
| 7.14 (146) | «Побічний ефект» (англ. Fallout) Джонас Квінн звертається до Землі за допомогою. На його рідній планеті, Келоні, в будь-який момент може статися ланцюгова реакція великої кількості наквадрії. Цей елемент, як виявилося, утворюється з наквадаху в корі планети і його кількість поступово зростає, прямуючи до критичної маси. Саманта Картер вирушає на Келону, щоб взяти участь у спеціальній місії з запобігання цій катастрофі. | 23 січня 2004   |
| 7.15 (147) | «Химера» (англ. Chimera) Деніел постійно бачить дуже реалістичні сни за участю Сари. Він бачить себе єгиптологом ще до роботи в програмі Зоряної Брами, різниця полягає в тому, що Сара знає про Загублене місто. Колеги підозрюють, що це Осіріс намагається вивідати знання Деніела. В Саманти ж в цей час налаштовується особисте життя. | 30 січня 2004   |
| 7.16 (148) | «По кому дзвонить дзвін» (англ. Death Knell) Кулл-воїн Анубіса атакував секретну базу землян, вбивши велику частину персоналу. При випробуванні зброї проти Кулл-воїнів Джейкоб Картер був важко поранений, а Саманта зникла. На її пошуки вирушив Джек О'Нілл, поки непереможний воїн не виявив її раніше. | 6 лютого 2004   |
| 7.17 (149) | «Герої (перша частина)» (англ. Heroes (Part 1)) На базу Зоряної Брами допущена знімальна група c метою створення документального фільму. Головний репортер Еммет Брекмен бере інтерв'ю у кожного члена команди, швидко набриднувши всім. Під час інтерв'ю він проговорився, що знімає на випадок розкриття програми Зоряної Брами за наказом президента. А тим часом Саманта досліджує збитий зонд ґоа'улдів. | 13 лютого 2004  |
| 7.18 (150) | «Герої (друга частина)» (англ. Heroes (Part 2)) Загибель людини під час рятувальної місії спричинила службове розслідування. А настирливий журналіст в пошуках цікавих кадрів підходить до спірних і болючих для SG-1 і Хаммонда питань. | 20 лютого 2004  |
| 7.19 (151) | «Відродження» (англ. Resurrection) Експерименти в секретній лабораторії Агентства інформації закінчилися загибеллю персоналу. Саманту і Деніела попросили провести розслідування. Доти винуватець трагедії вже затриманий — це жінка, яка виявляється гібридом людини з ґоа'улдом Сехметом. Проте вона не просто так здалася, а залишила пастку, яка спрацює за кілька годин. | 27 лютого 2004  |
| 7.20 (152) | «Інавгурація» (англ. Inauguration) Новий президент США в перший день на посаді з величезним подивом дізнався про існування програми Зоряної Брами. Сенатор Кінсі розповідає йому про пригоди команди SG-1, що стає підставою переглянути доцільність програми. | 5 березня 2004  |
| 7.21 (153) | «Загублене місто (перша частина)» (англ. Lost City (Part 1)) На одній з планет знайдено пристрій-сховище знань Древніх, але про нього знає і Анубіс. SG-1, які вирушили туди забрати сховище, опиняються під обстрілом. Джек змушений завантажити базу знань в свій мозок. В командуванні проєктом Зоряної Брами відбуваються зміни — доктор Елізабет Вейр має бути призначена керівником проєкту. | 12 березня 2004 |
| 7.22 (154) | «Загублене місто (друга частина)» (англ. Lost City (Part 2)) Отримавши від Джека координати, SG-1 вчергове вирушили на пошуки міста Древніх. Анубіс вже оточив Землю і завдав перший удар, демонструючи свою вогневу міць. Землянам нічого протиставити крім «Прометея», але його вирішено приберегти на крайній випадок. Прибувши на вказану планету, SG-1 знаходять шокуючу інформацію — Загублене місто знаходиться на Землі. | 19 березня 2004 |

## Сезон 8 (2004—2005)
| Номер      | Назва і короткий зміст | Дата прем'єри   |
| ---------- | --- | --------------- |
| 8.01 (155) | «Новий порядок (перша частина)» (англ. New Order (Part 1)) Тіл'к і Картер вирушають на пошуки азгардів для порятунку О'Ніла, який поміщений в стазис. Деніел і Доктор Вейр отримують від Системних владик пропозицію про переговори. Із загибеллю Анубіса почався переділ влади, в якому Баал стає основною силою. | 9 липня 2004    |
| 8.02 (156) | «Новий порядок (друга частина)» (англ. New Order (Part 2)) Азгарди знову зіткнулися зі своїм старим ворогом — реплікаторами, які втекли з влаштованої їм пастки. Знання О'Ніла можуть допомогти в боротьбі з цим ворогом. Переговори з ґоа'улдами на Землі заходять у глухий кут, але завдяки досвіду доктора Вейр у неї ще є козирі. | 9 липня 2004    |
| 8.03 (157) | «Карантин» (англ. Lockdown) Безтілесний Анубіс, захопивши тіло космонавта, потрапив на базу Зоряної Брами і намагається пройти на іншу планету. Призначений генералом О'Нілл змушений перевести базу на карантинний статус. Але зупинити Анубіса не так просто — він легко переходить з одного тіла в інше. | 23 липня 2004   |
| 8.04 (158) | «Година Ч» (англ. Zero Hour) О'Нілл звикається з новими обов'язками, а на базі з'являється новий працівник. Баал прибуває зі звісткою — SG-1 захоплені ним, і пропонує обмін на полоненого землян. В той же час на базі привезений зразок рослини неочікувано швидко розростається. О'Нілл повинен встигнути вирішити всі ці проблеми до офіційного візиту президента. | 30 липня 2005   |
| 8.05 (159) | «Ікона» (англ. Icon) Три місяці тому SG-1 прибули на планету, де активація Брами підтвердила віру релігійних фанатиків. В результаті піднімаються заворушення та спалахує війна. Деніела рятують місцеві жителі та переховують в себе. Генерал О'Нілл намагається налагодити контакт з новою владою, щоб повернути Деніела. Посол у відповідь вимагає зброю для війни з «невірними». | 6 серпня 2004   |
| 8.06 (160) | «Аватар» (англ. Avatar) Використовуючи пристрій віртуальної реальності (з епізоду «хранитель гри»), вчені розробили тренажер для команд SG. Тіл'ку пропонують зіграти в своєрідну відеогру, але під час тестування нової технології Тіл'к виявляється в пастці і змушений раз за разом гинути, не маючи змоги покинути гру, що стає все складнішою. | 13 серпня 2004  |
| 8.07 (161) | «Споріднені душі» (англ. Affinity) Тіл'ку дозволили пожити поза базою. Він насолоджується свободою, але реальне життя підносить сюрприз за сюрпризом, і не тільки Тіл'ку. Тіл'ка заарештовують за підозрою у вбивстві, його сусідку викрадають, Деніела шантажують невідомі, а Саманта отримує несподіваний подарунок від Піта. | 20 серпня 2004  |
| 8.08 (162) | «Угода» (англ. Covenant) Мільйонер Алекс Колсон повідомляє громадськості про існування іншопланетян і заявляє про наявність в нього доказів. Він ставить ультиматум — або про це розповідає влада, абож він. Коли його ультиматум не сприймають серйозно, Колсон демонструє живого азгарда. Проте Тор повідомляє, що прибулець несправжній. Саманта вважає за потрібне врешті розповісти правду про Зоряну Браму. | 27 серпня 2004  |
| 8.09 (163) | «Жертви» (англ. Sacrifices) Тіл'к і Братак повертаються з переговорів невдоволеними. Тіл'к безуспішно переконує свою подругу Ішту почекати з нападом джаффа на Системних владик. Ішта вимушена тимчасово поселити своїх людей на земній базі. У той же час Раяк, син Тіл'ка, збирається одружитися через три дні, але майбутню дружину Карін не влаштовують старі звичаї, настільки, що весілля опиняється під загрозою зриву. | 10 вересня 2004 |
| 8.10 (164) | «Кінець гри» (англ. Endgame) Вночі хтось викрав з бази саму Зоряну Браму. Розслідування вказує на причетність Баала і «Трасту», який заслав на базу свого агента. Саманта вирушила за відповідями в Зону 51, а Тіл'к в гості до Зарін — шпигуна ток'ра, яка працюює на Ба'ала. В той же час хтось поширює іншими планетами отруту, яка вбиває і ґоа'улдів, і джаффа і ток'ра. | 17 вересня 2005 |
| 8.11 (165) | «Близнята» (англ. Gemini) Крізь Браму приходить особистий код Саманти Картер, щоправда застарілий. Посланий зонд знаходить копію Саманти, вона називає себе реплікатором і має дивне прохання — зруйнувати її. Але її знання надто цінні для боротьби з можливим вторгненням інших реплікаторів. | 21 січня 2004   |
| 8.12 (166) | «Викрадення „Прометея“» (англ. Prometheus Unbound) Космічний корабель «Прометей» в польоті отримав сигнал лиха. Та на вказаному місці чекала пастка — весь екіпаж «Прометея» був перенесений на інший корабель, єдиний, хто не був транспортований, це Деніел, який дуже сподобався загарбниці корабля на ім'я Вала Мал Доран. | 28 січня 2005   |
| 8.13 (167) | «Добре бути королем» (англ. It's Good To Be King) Оскільки ґоа'улди стали шукати прихистку на покинутих планетах, SG-1 вирушають на планету, де залишили Мейбурна, щоб забрати його. Мейбурн до того часу став місцевим королем і, на подив SG-1, провидцем. Але перед друзями він розповідає, що лише переказує готові передбачення Древніх, написані на стелах. Обстежуючи ліс, Тіл'к наткнувся на машину часу, за допомогою якої Древні й дізналися майбутнє. | 4 лютого 2004   |
| 8.14 (168) | «Повна готовність» (англ. Full Alert) В будинок О'Нілла приходить віце-президент Кінсі з інформацією — «Траст» стає загрозою для країни, плануючи захопити владу і викликати конфлікт США та Росії. Командування Зоряної Брами використовує Кінсі, щоб дізнатися більше, але той загадковим чином зникає. Російська армія приведена в повну боєготовність, а полковник Чехов вирушає до SGC. Деніел в цей же час вирушає до Росіі для того, щоб дізнатися, яким чином віце-президент Кінсі став після зникнення ґоа'улдом, розкриваючи зв'язок цього з минулими пригодами SG-1. | 11 лютого 2004  |
| 8.15 (169) | «Громадянин Джо» (англ. Citizen Joe) В будинок О'Ніла вривається чоловік, звинувачуючи Джека в тому, що той зруйнував його життя. Сім років тому цей чоловік, перукар Джо, купив на розпродажі камінчик з незнайомими письменами. Доторкнувшись до каменя, Джо побачив всю базу в Шаєнському гірському комплексі та пригоди SG-1. Він став ділитися своїми видіннями з друзями та родичами, хоч ті й сприймали їх як цікаві вигадки. Минули роки, Джо почав записувати бачене, погруз в боргах, покинув сім'ю, роботу і друзів. Врешті Джо взявся за збір доказів і зважився познайомитися з Джеком та його командою віч-на-віч.                                                                                        | 18 лютого 2004  |
| 8.16 (170) | «Розплата (перша частина)» (англ. Reckoning (Part 1)) Під час переговорів Баала з Юєм, посланець Баала приводить Саманту Картер, вимагаючи пояснень стосунків системних владик з землянами. Ця Саманта виявляється реплікатором-двійником, вбиває ґоа'улдів та починає завоювання галактики. Вона викрадає Деніела на свій корабель, де піддає тортурам, намагаючись вивідати таємниці Древніх, що можуть її зупинити. Справжня Саманта шукає допомоги в Тора, Тіл'к та Братак організовують взяття Дакари, щоб об'єднати джаффа. Неочікувано сам Баал просить допомоги у SGC для боротьби з реплікаторами. | 25 лютого 2004  |
| 8.17 (171) | «Розплата (друга частина)» (англ. Reckoning (Part 2)) Баал дає завдання Джеку активувати пристрій на Дакарі, здатний знищити реплікаторів і все життя в галактиці, щоб Анубіс потім заселив її заново. Реплікатори починають наступ на Землю, а Саманта з батьком розшукують зброю Древніх, плануючи знищити її. В них виникає думка, що її можна застосувати лише проти реплікаторів, але слід одночасно активувати всі Брами в галактиці. | 4 березня 2004  |
| 8.18 (172) | «Нитки» (англ. Threads) Анубіс вирішив скористатися установкою Дакари, щоб втілити свій план правити галактикою. Доля Деніела ж вже тиждень як невідома. Він опинився в місці зі свого дитинства в компанії Древніх, де повинен вирішити: вознестися чи повернутися на Землю як звичайна людина. На базі Зоряної Брами в той час постає питання — чи слід зберігати дакарську зброю? А Саманта може втратити батька і почати сімейне життя. | 11 березня 2004 |
| 8.19 (173) | «Мебіус (перша частина)» (англ. Moebius (Part 1)) Після смерті Кетрін Ленгфорд, яка привела Деніела в SGC, в її речах знайдено матеріали, що вказують на наявність в Древньому Єгипті МНТ — джерела енергії Древніх. Деніел має грандіозний план — вирушити на машині часу Древніх (епізод 8.13) в минуле на 5000 років та забрати його. Опинившись в Давньому Єгипті, коли ним правив ґоа'улд Ра, вони пробралися в храм і викрали МНТ. Але повернутися додому в свій час SG-1 не можуть, — воїни Ра випадково знайшли машину часу. Історія через це змінюється — тамтешніх членів SG-1 викликають в SGC. Всередині єгипетської гробниці знайдено відеокамеру, а на ній послання від Деніела, Саманти, Джека і Тіл'ка. | 18 березня 2004 |
| 8.20 (174) | «Мебіус (друга частина)» (англ. Moebius (Part 2)) Завдяки старанням Деніела, Саманти і Джека з утвореної альтернативної реальності знайдено Браму в Антарктиді замість Єгипетскої, яку забрав Ра після повстання. Починається програма Зоряної Брами, але SG-1, без Тіл'ка, зате з Ковальським, при першій же подорожі опиняються в полоні. Апофіс відправляє флот до Землі, Тіл'к, побачивши послання від себе, переходить на бік землян. Коли нарешті вдається втекти і потрапити в Древній Єгипет до своїх двійників, виявляється нова проблема — перше повстання провалилося, оригінальну SG-1 стратили і вижив лише Деніел.                                                                                        | 25 березня 2004 |

## Сезон 9 (2005—2006)
| Номер      | Назва і короткий зміст | Дата прем'єри   |
| ---------- | --- | --------------- |
| 9.01 (175) | «Авалон (перша частина)» (англ. Avalon (Part 1)) Підполковник Камерон Мітчел, герой битви над Антарктидою проти флоту Анубіса, призначений очільником SG-1, а самим проєктом «Зоряна Брама» тепер займається генерал Лендрі. На свій подив, Мітчел дізнається, що всі колишні члени SG-1 отримали нові посади, тому йому доведеться зібрати нову команду. У цей час на Землю прибуває авантюристка Вала Мал Доран з кам'яною скрижаллю мовою Древніх, до якої нібито має шифр. Сподіваючись знайти скарби Древніх, Вала вирішила перестрахуватися від обману і надягнула на руку Джексона браслет, який не дає йому далеко піти від неї. Тепер Деніел змушений знайти скарб, щоб Вала зняла браслет. | 15 липня 2005   |
| 9.02 (176) | «Авалон (друга частина)» (англ. Avalon (Part 2)) Серед знайдених скарбів Мерліна виявилися камені, такі ж, як колись знайшов Джо (епізод 8.15 «Громадянин Джо»), і дивний пристрій. Припустивши, що це частини засобу зв'язку, Деніел з Валою скористалися ним і опинилися в тілах жителів невідомої планети, де поклоняються богам Орай. Поки Деніел роздумує чому вони потрапили саме в ці тіла, місцеві жителі починають підозрювати, що вони єретики. | 22 липня 2005   |
| 9.03 (177) | «Походження» (англ. Origin) Деніела і оживлену після спалення Валу забрав з собою пріор Орай в Місто богів. В той же час в Чумацькому шляху з'являється інший пріор і починає проповідувати свою релігію. Нова команда SG-1 вирушає довідатися хто він такий, а Деніел отримує можливість поговорити з Орай, котрі стверджують, що Древні (Альтерани) — зло, і досі приховували Чумацький шлях від них. | 29 липня 2005   |
| 9.04 (178) | «Пута» (англ. The Ties That Bind) Через годину після того, як Вала іде з бази, Деніел знову втрачає свідомість, хоч браслети і були зняті. Він приходить до тями тільки тоді, коли Вала повертається, з'ясовується, що є більш постійний зв'язок, ніж вони думали. На допомогу викликають спеціаліста з іншопланетних технологій, який посилає за вкраденою у нього річчю. Тут про себе заявляє Люшианський союз, що розшукує Валу. | 5 серпня 2005   |
| 9.05 (179) | «Сильні світу цього» (англ. The Powers That Be) SG-1 відвідує планету, де нещодавно бачили посланця Орай. Її жителі поклоняються Валі Мал Доран як богині, не знаючи про поразку ґоа'улда Кетеш, носієм якого вона була. Щоб переконати людей в тому, що Орай не боги, доводиться визнати, що і Вала не богиня. Тепер вона постає перед судом, раптово цю ж планету знову відвідує Пріор. Після його відходу жителі планети захворіли невідомою хворобою, проти якої ніякі ліки і технології не допомагають. | 12 серпня 2005  |
| 9.06 (180) | «Плацдарм» (англ. Beachhead) Саманта Картер повертається в SGC, коли Орай захоплюють планету Калана, використовуючи поширення силового поля. В цей же час в SGC прибуває честолюбний ґоа'улд Нерус, знаний як своєю підступністю, так і геніальністю, і пропонує свою допомогу в боротьбі з вторгненням Орай. | 19 серпня 2005  |
| 9.07 (181) | «Машина помсти» (англ. Ex Deus Machina) Будівництво супербрами вдалося відвернути, але на Землі виявлено свідчення присутності ґоа'улдів. Тим часом напруга у відносинах між Землею і Вільними джаффа продовжує зростати. Лідер джаффа Герак хоче своїми силами зловити Баала, який переховується на Землі, і вбити його. Земляни ж хочуть справедливого суду, але Баал іде на шантаж зі свого боку. | 26 серпня 2005  |
| 9.08 (182) | «Вавилон» (англ. Babylon) Полковник Мітчелл отримав поранення в перестрілці з воїном нібито міфічного племені бунтівних джаффа. Джаффа забирають його і навчають своїх методів боротьби, але тільки для того, щоб він міг брати участь у ритуальному смертельному бою з родичем вбитого ним. | 9 вересня 2005  |
| 9.09 (183) | «Прототип» (англ. Prototype) Помилка при проході крізь Браму відкрила існування системи захисту на одній планеті, яка не дає на неї пройти будь-кому. Там SG-1 виявляють людину, яку сприймають за Древнього. Та згодом стає зрозуміло — він генетично вдосконалений гібрид людини і ґоа'улда, що володіє пам'яттю Анубіса і здатний до вознесіння. Деніел розуміє, що мутант може становити загрозу, як і Анубіс. Попри небезпеку, організація НІД прагне отримати можливість вивчити гібрида. | 16 вересня 2005 |
| 9.10 (184) | «Четвертий вершник (перша частина)» (англ. The Fourth Horseman (Part 1)) Лідер джаффа Герак прийняв вчення Орай і згідний поширювати його. На Землі вдається розробити пристрій, який придушує ультразвуком здібності Пріорів. Один з членів команди SG приніс на Землю невиліковну чуму, поширювану Пріорами, хвороба встигає поширитися поза комплексом зоряної Брами. Несподівано на базі з'являється хлопчик, котрий називає себе Орліном (епізод 5.03 «Вознесіння») в новій подобі, і пропонує допомогу. | 16 вересня 2005 |
| 9.11 (185) | «Четвертий вершник (друга частина)» (англ. The Fourth Horseman (Part 2)) Чума Орай швидко поширюється Землею, а Герак став Пріором, отримавши надприродні сили. З допомогою Орліна вдалося розробити пристрій проти Пріорів, який успішно проходить випробування — посланець Орай втрачає силу. Тепер він змушений говорити з SG-1 і Орліном на рівних, в процесі чого розкривається нащо Орай наша галактика — щоб знищити вознесених Древніх. Тіл'к з Бра'таком повстають проти Герака, але все ще сподіваються на мирне вирішення конфлікту. | 6 січня 2006    |
| 9.12 (186) | «Супутні жертви» (англ. Collateral Damage) Полковника Мітчелла звинувачено у вбивстві, скоєному під час експедиції на планету Галар. SG-1 не вірять в вину полковника, але той зізнається сам. Розслідування вказує на те, що спогади Мітчелла фальшиві, справжній вбивця імплантував йому свою пам'ять. | 13 січня 2006   |
| 9.13 (187) | «Хвильовий ефект» (англ. Ripple Effect) При незапланованій активації Зоряної Брами команда SG-1 повертається з завдання. Але подробиці їхнього звіту відрізняються від загальновідомих фактів. Скоро інша SG-1 прибуває згідно з графіком, а за ним ще інша. Це повторюється багато разів поспіль, всю базу заповнюють двійники і продовжують приходити. | 20 січня 2006   |
| 9.14 (188) | «Цитадель» (англ. Stronghold) Тіл'к і Бра'так вирушили на Дакару для участі в засіданні Вищої Ради джаффа з метою проведення референдуму, на якому всі вільні джаффа могли б обирати своїх представників до Ради. Мез'рай — старий друг Братака, підтримує їхню позицію, але зустрічає опір і раптом змінює свою думку, до того ж Тіл'к зник. В цей час друг Мітчелла перебуває в лікарні, Мітчелл старається зробити його перебування там веселішим. | 27 січня 2006   |
| 9.15 (189) | «Ітон» (англ. Ethon) На планеті Тегалус Пріор Орай в обмін на поклоніння дав схему бойового супутника. Єдиний шанс відвернути війну між націями Тегалусу — це знищити супутник. Деніел вирушив на переговори, але потрапив до в'язниці. Корабель «Прометей» було збито супутником, та Саманта Картер має запасний план. | 3 лютого 2006   |
| 9.16 (190) | «Поза системою» (англ. Off The Grid) SG-1 прибули на планету, звідки поширюють наркотик для Люшианського союзу, але потрапляє в пастку після того, як набірний пристрій і сама Брама зникли. На порятунок вирушає новий корабель «Одіссей». Нерус, ув'язнений на Землі, розповідає хто викрадає Брами — Баал будує свою нову імперію. | 10 лютого 2006  |
| 9.17 (191) | «Біда» (англ. The Scourge) SG-1 повинні супроводжувати дипломатів на іншу планету, де вивчають жуків-шкідників, насланих Пріорами. Коли один з учених вирішив погодувати жуків м'ясом, їхня поведінка стає вкрай агресивною. | 17 лютого 2006  |
| 9.18 (192) | «Мантія Артура» (англ. Arthur's Mantle) Досліджуючи пристрій Древніх, Мітчелл і Картер опинилися в паралельному вимірі. Тіл'к і SG-9 виявляють, що Содани зазнали жорстокого нападу. В той час Деніел, який вже бував в паралельних вимірах, має ідею як зв'язатися зі зниклими, а Мітчелл користується своєю невидимістю, щоб допомогти Тіл'ку. Отримана інформація стає ключем до перемоги над Орай. | 24 лютого 2006  |
| 9.19 (193) | «Хрестовий похід» (англ. Crusade) Вала Мал Доран зв'язується зі штабом SGC з галактики Орай, вселившись в тіло Деніела, і розповідає про своє життя в селищі, де будуються бойові кораблі Орай, готові вирушити в нашу галактику. Там вона стала дружиною Томіна, обраного Орай очолити Хрестовий похід. А тим часом на Землі виникла проблема — Росія заявила про бажання забрати свою Зоряну Браму назад. | 3 березня 2006  |
| 9.20 (194) | «Камелот» (англ. Camelot) SG-1 вирушають у світ, де Мерлін сховав зброю здатну знищити Орай, і виявляють селище, де очікують приходу короля Артура в Камелоті. Щоб знайти скарб Мерліна, серед якого має бути зброя, SG-1 спускаються в підземелля з технологіями Древніх. Поки вони розшифровують написи, в селищі з'явився непереможний чорний лицар. Тим часом виявлено супербраму, крізь яку в нашу галактику повинен прибути флот Орай. | 10 березня 2006 |

## Сезон 10 (2006—2007)
| Номер       | Назва і короткий зміст | Дата прем'єри   |
| ----------- | --- | --------------- |
| 10.01 (195) | «Плоть і кров» (англ. Flash and Blood) Вторгнення флоту Орай в Чумацький шлях не вдалося відвернути. Коли Орай вторгаються на Чулак, планету джаффа, дивом вцілілий Деніел і Вала вимушені мати справу з новим лідером Хрестового Походу, юною дочкою Вали, дорослішання якої Орай штучно прискорюють, щоб вона могла повноцінно служити їх цілям. Люцианський союз в цей час розриває угоду про спільну боротьбу з загарбниками. | 14 липня 2006   |
| 10.02 (196) | «Морфей» (англ. Morpheus) В пошуках Святого Грааля, про місцезнаходження якого Джексон вичитав в одній із книг Камелота, SG-1 вирушають на планету Вагонбрей. Всі її жителі, схоже, заснули в своїх ліжках і більш ніколи не прокинулися. Поступово і земляни починають відчувать непереборне бажання заснути. А в цей час Вала в SGC намагається довести своє право і бажання ввійти в команду SG-1. | 21 липня 2006   |
| 10.03 (197) | «Проєкт Пегас» (англ. The Pegasus Project) SG-1 на «Одіссею» вирушають до Атлантиди, щоб там знайти згадки про планети, де може бути захований «Святий Грааль». Цим займаються Деніел Джексон і Вала, а решта команди і МакКей намагаються відкрити нову супербраму Орай, використовуючи чорну діру в галактиці Пегас, таким чином позбавивши Орай можливості використовувати її. Тим часом до «Одіссея» наближається корабель-вулик Рейфів. | 28 липня 2006   |
| 10.04 (198) | «Втаємничені» (англ. Insiders) В руки SGC потрапляє ґоа'улд Ба'ал, який стверджує, що він оригінал, а його копії хочуть знищити його. Баал переконує, що знає, де шукати зброю Мерліна, взаміну ж він вимагає спіймати всіх клонів. Але кожен зі спійманих клонів заявив, що він — теж оригінал. Нескінченні допити і тести нічого не змогли пояснити, а SG-1 ніяк не можуть зрозуміти, навіщо все це ґоа'улдам. | 4 серпня 2006   |
| 10.05 (199) | «Некликані» (англ. Uninvited) Мітчел і Лендрі вирішили відпочити на природі. Тим часом SG-1 на іншій планеті стикнулися з невідомим створінням, яке розриває місцевих жителів. Після того як істоту вдалося вбити, під час розтину виявилося, що це мирна тварина, мутована червом-паразитом. Саманта здогадується, що це пов'язано зі зникненням саданського маскувального пристрою. А відпочинок Мітчела з Лендрі порушений тим, що навколо їхньої лісової хатини ходить щось невідоме.                                                            | 11 серпня 2006  |
| 10.06 (200) | «Двісті» (англ. 200th) Мартін Ллойд, інопланетянин, який намагався зняти серіал на основі проєкту Зоряної Брами, знову шукає допомоги у SGC, коли за його серіалом вирішують поставити повнометражний фільм. Команда SG-1 не в захваті від того, якими їх зобразили в сценарії, вони жадають швидше піти від надокучливого чоловіка на завдання, але в цей час на базі щось ламається і SG-1 змушені вислуховувати божевільні ідеї Мартіна і один одного.                                                                                            | 18 серпня 2006  |
| 10.07 (201) | «Удар у відповідь» (англ. Counterstrike) Джаффа використали зброю Дакари, щоб на відстані вбити багатьох послідовників Орай. Новий лідер джаффа Сетак підтримує продовження подібних атак, особливо після того, як цілий корабель Орай вдається таким чином захопити. Але Адрія вціліла і дізналася про установку Древніх. Якщо вона її знищить, то захопить галактику протягом року. | 25 серпня 2006  |
| 10.08 (202) | «Моменто морі» (англ. Memento Mori) Деніел вирішив сходити з Валою в ресторан, але після нападу невідомого вона отямилася в оточенні представників «Трасту», які вимагають розповісти те, що знала Кетеш. При рятувальній операції Вала опинилася в місті, не пам'ятаючи свого минулого. Щоб розплатитися за обід в забігайлівці, їй доводиться залишитися працювати офіціанткою, згадуючи своє минуле. | 8 вересня 2006  |
| 10.09 (203) | «Компанія крадіїв» (англ. Company Of Thieves) Нетан, глава Люціанского Союзу, відчуває труднощі після свого рішення підтримати битву проти Орай — багато хто тепер не згоден з його лідерством. Відчуваючи загрозу з боку свого помічника, Аватео, він дає йому завдання захопити «Одіссей», сподіваючись на провал операції. Однак, честолюбний Аватео успішно виконує завдання, отримавши корабель разом з Картер, Деніелом і Валою. Щоб врятувати друзів, Мітчелу доводиться проникнути в ряди Союзу, видаючи себе за одного з помічників Нетана. | 15 вересня 2006 |
| 10.10 (204) | «Пошуки (перша частина)» (англ. The Quest (Part 1)) Джексон і Вала розгадали загадку Мерліна — де захований Грааль. У пошуках артефакту SG-1 зустрічають бібліотекаря Озріка, який попереджає гостей, що вже багато хто намагався знайти цей скарб, але загинули, оскільки пошуки привели їх до лісу, проклятого феєю Морганою. Озрік вважає SG-1 черговою «бандою», тому не згоден дати карту. Та за Граалем полюють Ба'ал і Адрія, тому SG-1 вирушають з бібліотекарем в подорож, повну випробувань і пасток.                                      | 22 вересня 2006 |
| 10.11 (205) | «Пошуки (друга частина)» (англ. The Quest (Part 2)) Останнім випробуванням перед отриманням Граалю став дракон, в існуванні якого всі до останнього сумнівалися. Але навіть перемога над ним ще не означає отримання шуканого, SG-1 опинилися в сховищі, де в анабіозі поміщений сам Мерлін. Коли він пробудився, виявилося, що Грааль ще потрібно створити, а Адрія береться за переслідування. | 9 січня 2007    |
| 10.12 (206) | «Лінія на піску» (англ. Line In The Sand) SG-1 намагаються заховати всіх жителів планети, яким загрожують Орай, скориставшись пристроєм Мерліна, щоб перенести їх в інший вимір. Однак, в критичний момент техніка дає збій, і деякі з місцевих приходять до рішення підкоритися новим богам. Томін, прибулий туди, починає сумніватися в словах Пріорів, коли один з них наказує вбити всіх. | 16 січня 2007   |
| 10.13 (207) | «Інша дорога» (англ. The Road Not Taken) Експериментуючи з пристроєм Мерліна, Саманта опинилася в паралельному світі, де тамтешня Саманта розробляла нове джерело енергії. В цьому світі існування Зоряної Брами розсекречене, що вилилося в політичні проблеми. Орай готуються напасти на Землю, тож Саманта зі своїми знаннями стає дуже цінним науковцем. | 23 січня 2007   |
| 10.14 (208) | «Саван» (англ. The Shroud) Мітчелл, Картер, Тіл'к і Вала відвідують чергову планету, де нещодавно побував Пріор. З подивом вони дізнаються, що жителям не було обіцяно ніяких кар за відмову прийняття релігії Походження. Пріор проповідував тільки про блага, які принесе єдино вірний шлях до спасіння. Коли Пріор прибув, SG-1 впізнали в проповіднику зниклого Деніела Джексона. Він розповідає, що все це частина його з Мерліном плану, але SG-1 не готові повірити.                                                                          | 30 січня 2007   |
| 10.15 (209) | «Винагорода» (англ. Bounty) Мітчел бере з собою на зустріч випускників Валу, там він зустрічає своє перше кохання — Еммі Вандерберг і старого друга Даррелла, якого зацікавила Вала. У цей час Мітчеллу приходить повідомлення, що Тіл'к і Саманта Картер були атаковані. Керівництво Люціанського союзу посилає на Землю за Мітчеллом вбивцю. Найманець пробирається на вечірку, але йому мало одного Мітчелла, він хоче всю SG-1. | 6 лютого 2007   |
| 10.16 (210) | «Погані хлопці» (англ. Bad Guys) В пошуках технологій Древніх SG-1 відвідують музей на іншій планеті, але там їх сприймають за банду бунтівників, яких не можна залишати в живих. SG-1 не можуть потрапити додому, бо виявили, що набірний пристрій — лише музейний експонат. | 13 лютого 2007  |
| 10.17 (211) | «Око за око» (англ. Talion) Представники джаффа збираються на саміті, щоб обговорити майбутнє своїх людей перед загрозою Орай. Але в цей час на саміт нападають терористи, вбивши багатьох присутніх. Бра'так поранений, і його доставляють у SGC. Тіл'к, ігноруючи попередження своєї команди, вирішує сам провести розслідування і помститися. | 20 лютого 2007  |
| 10.18 (212) | «Родинні зв'язки» (англ. Family Ties) З Землею зв'язується Джейсек — батько Вали, з пропозицією допомогти в боротьбі проти послідовників Орай. Вала не особливо рада зустрічі, а Джейсек навпаки хоче помиритися з дочкою. Його відомості про джаффа стають в пригоді при черговій місії. | 27 лютого 2007  |
| 10.19 (213) | «Панування» (англ. Dominion) Коли Вала проводить час в казино на іншій планеті, раптом туди прибуває Адрія. Вала змушена розповідати чому порвала стосунки з SG-1, хоч це насправді є частиною плану. Несподівано втручається Баал, захопивши Адрію для своїх цілей, який так сподівається отримати її армію. SG-1 беруться рятувати її, та тепер Баал захопив тіло Адрії і пропонує угоду. | 6 березня 2007  |
| 10.20 (214) | «Нескінченний» (англ. Unending) Команда SG-1 прилітає на планету азгардів, Тор повідомляє що його раса незабаром перестане існувати, тому бажає передати всі свої технології землянам. Але після того як азгарди передали людям технології на «Одіссей» і вчинили масове самогубство, раптово з'явилися кораблі Орай. SG-1 змушені скористатися пристроєм розширення часу, щоб врятуватися від пострілу. Пошуки способу уникнути загибелі розтягуються на довгі роки, поки поза «Одіссеєм» минають лише частки секунди.                              | 13 березня 2007 |